# 王貞治
王 貞治（おう さだはる、ワン・チェンジー、ウェード式: Wang Chen-chih、1940年〈昭和15年/民国29年〉5月20日 - ）は、東京府東京市本所区（現在の東京都墨田区本所）出身の元プロ野球選手（内野手、左投左打）・監督。中華民国籍。愛称は「世界の王」「ワンちゃん」。
国民栄誉賞受賞者第1号（現在でも外国籍では唯一の受賞者）であり、2010年10月26日には文化功労者として顕彰された。
福岡ソフトバンクホークスの取締役会長並びにチームの特別アドバイザー、日本プロ野球名球会顧問を務める。

## 概要

王の一本足打法

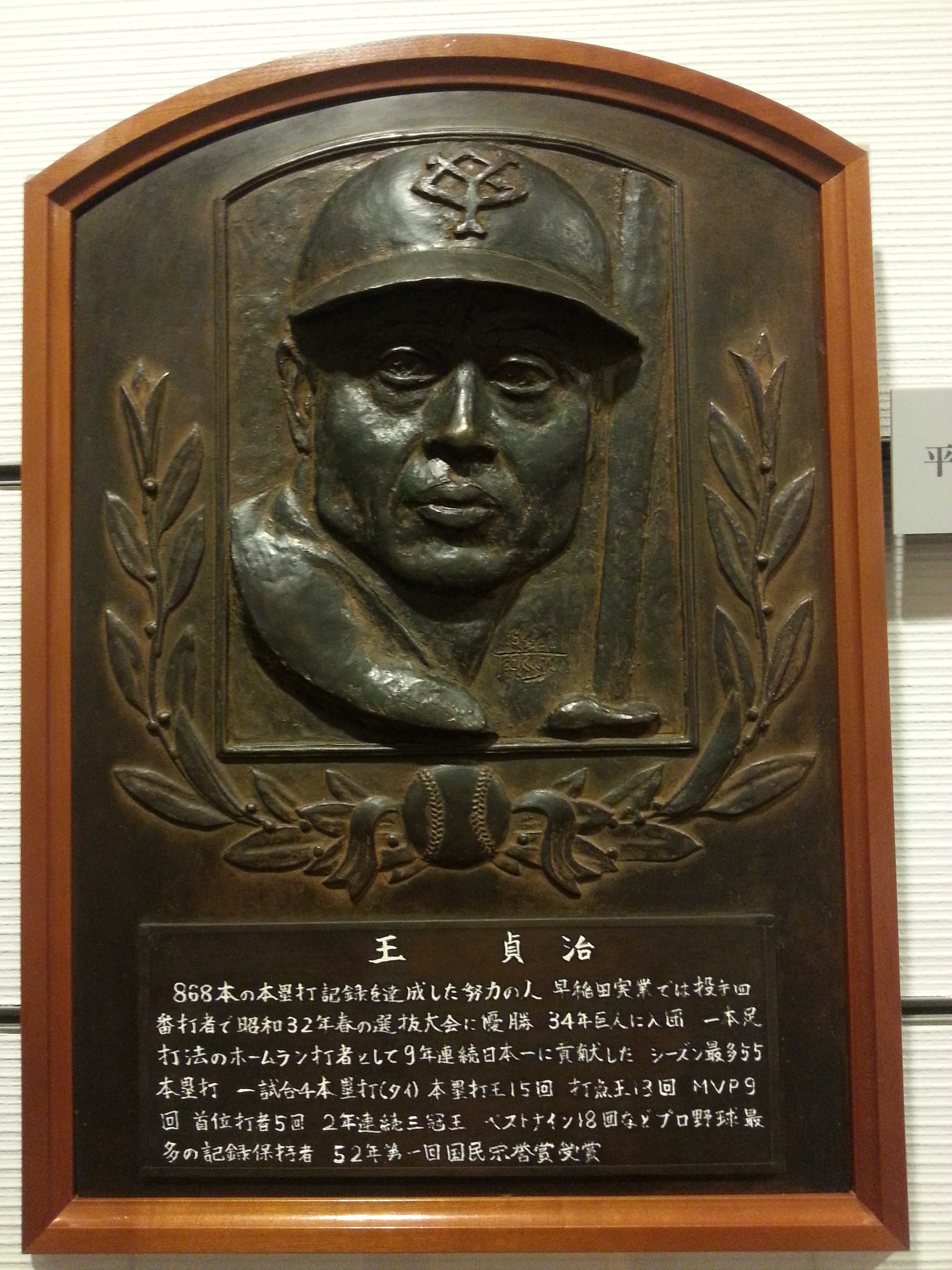
殿堂入りレリーフ

中島治康、野村克也に次ぐNPB史上3人目・セ・リーグ初の三冠王達成者。世界記録となるレギュラーシーズン通算本塁打868本を記録し、読売ジャイアンツのV9に貢献した。シーズン四球（158個）、シーズン敬遠（45回）、シーズン出塁率（.532）、シーズンOPS（1.293）、通算得点（1,967点）、通算塁打（5,862塁打）、通算打点（2,170打点）、通算四球（2,390個）、通算敬遠（427回）、通算出塁率（.446）、通算長打率（.634）、通算OPS（1.080）のNPB記録保持者。ウラディミール・バレンティン、村上宗隆に次ぐNPB史上歴代3位のシーズン最多本塁打記録保持者（55号、NPBのアジア人としては村上に次ぐNPB史上歴代2位）。NPB最多記録となる本塁打王を15回、打点王を13回、最多出塁数（現在の最高出塁率）を12回を獲得、NPB最多記録となる最優秀選手を9回受賞している。セ・リーグ最多記録となるベストナインも18回受賞している。またセ・リーグ初の最多出塁数を獲得、セ・リーグ初の一塁手部門のダイヤモンドグラブ賞（現在のゴールデングラブ賞）を受賞している。
「一本足打法（世界のフラミンゴ）」と呼ばれる独特の打法で通算本塁打数、当時のシーズン本塁打数のNPB記録を打ち立てるなど、盟友長嶋茂雄とともにON砲として強大な打力でチームに貢献し、巨人の「V9」時代の顔として人気を誇った。王の記録したシーズン公式戦通算本塁打868本はNPB最多記録であり、ハンク・アーロンが保持していた当時のMLB通算本塁打記録の755本塁打を抜いたことで知られるほか、数々のNPB記録を保持する（記録の詳細については後述）。
現役引退後は巨人、ダイエー・ソフトバンクで監督を歴任した。2008年シーズン終了と同時にソフトバンクの監督を退任し、同球団取締役最高顧問に就任。2009年1月1日より取締役会長。2006年の第1回ワールド・ベースボール・クラシックでは日本代表監督を務め、優勝へ導いた。2009年の第2回大会では監督相談役、2013年の第3回大会では特別顧問を務めた。
巨人現役時代の背番号「1」は巨人監督退任の翌年1989年から永久欠番となっており、ダイエー・ソフトバンク監督時代の背番号「89」は同球団監督退任の翌年2009年から準永久欠番として扱われている。1994年に野球殿堂入り。
現在はソフトバンク球団取締役会長終身GM、日本プロ野球組織（NPB）コミッショナー特別顧問、読売巨人軍OB会顧問（2014年まで会長）、日本プロ野球名球会顧問、世界少年野球大会を主催する世界少年野球推進財団理事長、外務省より委嘱の野球特別大使、「ふるさと清掃運動会」実行委員長、九州国立博物館評議員などを務める。
中華民国二等景星勲章授与。東京都名誉都民・墨田区名誉区民・目黒区名誉区民・福岡市名誉市民・宮崎市名誉市民、中華民国・台南市名誉市民・高雄市名誉市民・台北市名誉市民。

## 経歴

### 生まれ
東京府東京市本所区（現：東京都墨田区）で、中華民国籍の王仕福（1901年 - 1985年、浙江省青田県出身、1922年渡日）、日本人の王登美（1901年 - 2010年、富山県富山市出身、旧姓：當住）の次男として生まれる。
1940年5月10日に二卵性双生児の弟として出生したが、戸籍上の出生日は5月20日である。実際の出生日と戸籍上の出生日が異なる理由は、両親が「この子は長く持ちそうにない」と出生届の提出を見合わせていたからと自著『もっと遠くへ〜私の履歴書〜』で王自身が述べており、出産時には仮死状態でその後も病弱で両親も随分心配したという。「3つの歳まで立つことすらおぼつかず、4歳でやっと丈夫になれた」と本人が述べている。
6人兄弟の次男であり、長兄は鉄城、長姉は幸江、次姉は順子、同じ日に生まれた双子の姉は廣子（1歳3か月で死去）。末妹の佳子は数か月で死去したため、末っ子として育てられた。太平洋戦争中の一時期、王一家は母親の旧姓「當住」を名乗っていたこともあったという。

### 少年時代
王いわく「自分は中学生の時点で175センチメートル前後あり、実際に肩幅もよかった。もっと実際の話をすれば、好戦的だったと認められていた。」とのことである。一方で自著『もっと遠くへ〜私の履歴書〜』では、中華料理『五十番』を経営する父の王仕福が働き者で地元に溶け込もうと近所付き合いがよかったと記している。

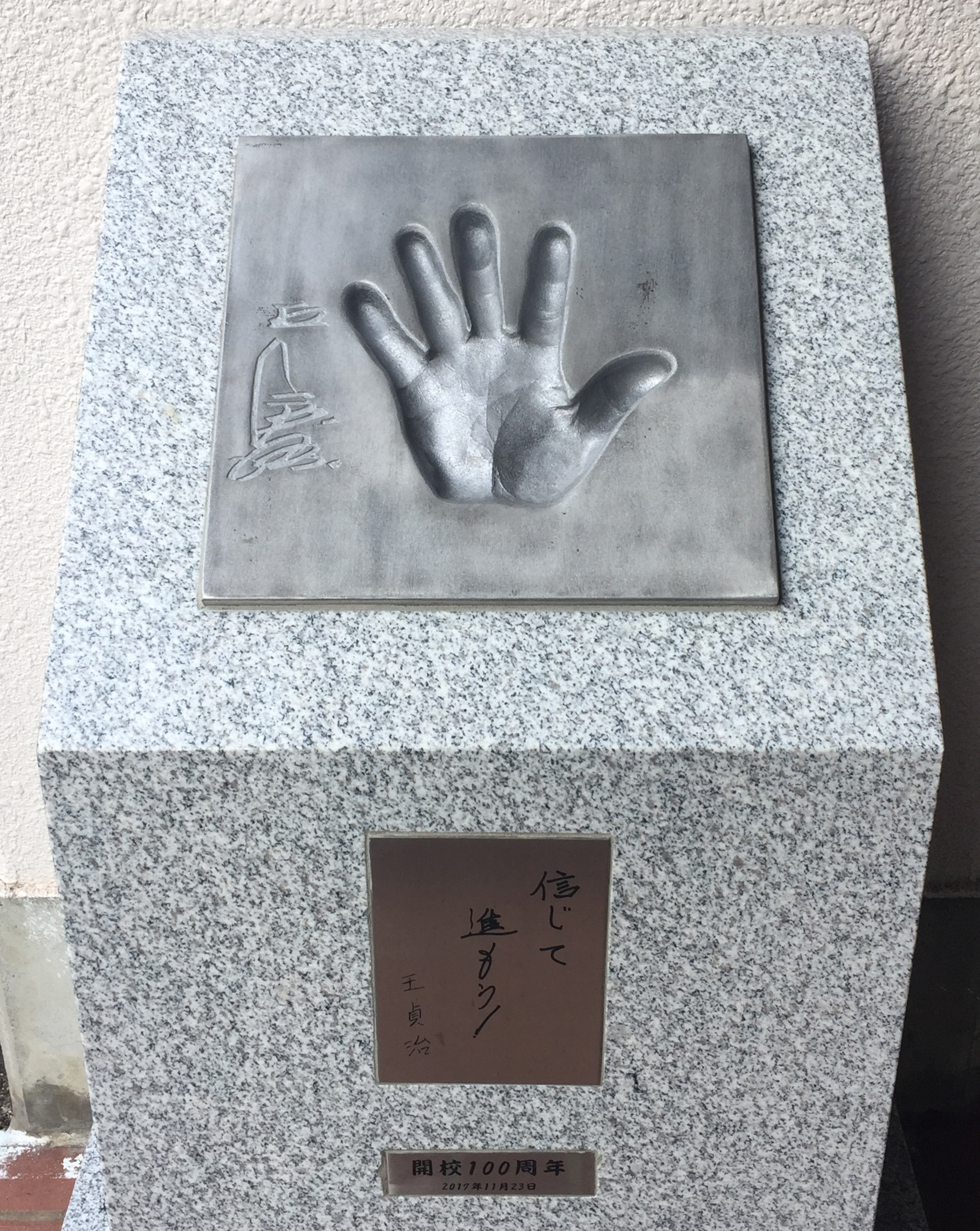
墨田区立業平小学校の正面玄関の屋外に展示されている王のサインと手形。開校100周年モニュメント

小学生の頃、当時の横綱・吉葉山潤之輔から「相撲取りになりなさい」と勧められるほど相撲が強かった。そして本所中学校では陸上部と卓球部に在籍したことがある。
野球との出会いは、まだ子どもの頃の神社の境内や路地での草野球である。本格的に野球を始めたのは兄の鉄城が慶應義塾大学医学部に入学し野球部に入ったことで、その兄に連れられて野球部の合宿に行ったことから、小学校4年生でクラス仲間とチームを作った。懸垂も出来ず腕相撲もからっきし弱い子だったが野球はうまく投手で4番を打っていた。1953年に墨田区立業平小学校を卒業したが、進学した墨田区立本所中学校には野球部がなく、地元の町工場のおやじさんが作った高校生主体の野球クラブ「厩四ケープハーツ」に中学生ながらチームに加わり、しばらくこのクラブで自分よりも年上の大きな上級生にもまれながら活動していた。そして同じようにこのチームに入った同じ中学の子がキャッチャーを務めていて、その後「本所中学にすごいのがいるらしい」との噂が広がり、ある日中学校に東京都の野球大会の招待状が届き、本所中学校で何とかメンバーをかき集め急遽参加した。投手と捕手以外は素人同然であったが、あれよあれよという間に区大会で優勝し、東京都大会では2回戦で負けたが、バッテリーがしっかりしていれば野球になることを実感していた。

### 荒川博との出会い

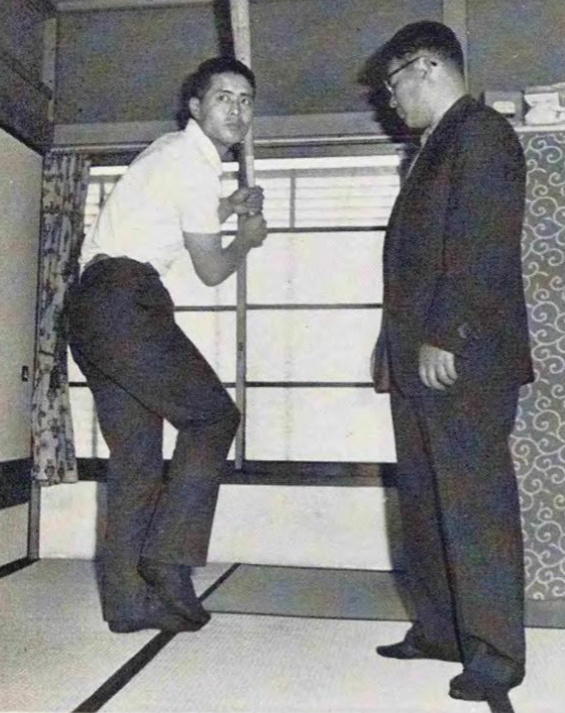
荒川博の自宅にて、荒川（右）と

この高校生と社会人ばかりの厩四ケープハーツの、厩四は「墨田区厩橋四丁目」（現：墨田区本所）からで、ケープハーツは当時1950年に社会人野球の代表と戦うために来日したアメリカのチーム名を借りたものであった。そしてこのチームで後に王のコーチとなり師匠となる荒川博との出会いがあった。
墨田区立本所中学校2年生であった1954年11月末に、隅田公園今戸グラウンドで厩四ケープハーツの試合に参加していた際に、2打席凡退の後に自転車で通りかかった見知らぬおじさんが1人で割り込んできた。当時毎日オリオンズの現役選手だった荒川博で、犬の散歩をしている際に通りがかって、たまたま王が出ていた野球の試合を眺めていたというものである。
試合を観ていた荒川は、当時右打ちだった王に対して「なぜ君は左で投げるのに右で打つんだ?」と質問すると、王は「それは、親父から箸と鉛筆と算盤は右でやれと言われているので、バットも右で持たないと親父に文句言われると思って…」と答えた。もともと左打者だった荒川は、「今の野球は左利きの選手に希少価値があるのに、君はわざわざ右で打つなんてもったいない話だ…」と言った。
それを聞いた王はすぐに左打席に入り打ってみると、左中間をライナーで破る二塁打となり、以後は左で打つようになった。この時、中学生でありながら身長176cmと長身だった王を見て、荒川は「君は今何年生だ？」と聞き、王が「2年生です」と答えると、その野球チームは高校生を含めた社会人チームであり、周囲の大人と大差ない体格をしていたので、荒川は高校生と勘違いし、「そうか、じゃあ早稲田大学（荒川の母校）はどうかな?」と勧めると、王が「はい、そうなるといいのですが、その前に高校に行かないと」と答えたため、荒川は「2年生というのは中学生なのか」と驚いたという。
のちに王は、「荒川さんによれば、最初の右の2打席はとても見られたものでなく、左打ちを薦めたのは私が左で投げていたからで深い意味はなかったそうだが、これが私の人生の転機になったことは間違いない」と著書で述べている。
やがて高校進学を迎えて、将来は技師にという父が望む未来が頭にあり、勉学に励むつもりであった。この時には「荒川さんがいた早稲田実業野球部に入り、その後ジャイアンツに入り、やがて荒川さんに再会することなど夢にも思わなかった」とのことである。
父：仕福は自分の出身地に医師がおらず、また電気も全くなかったことから長男：鉄城を医師に、貞治を電気技師にして、兄弟ともに母国に戻り働いてもらいたいと考えていた。王は進学校の都立両国高校の受験を目指したが、担任教師から少し危ないとのことで、同じ進学校の都立墨田川高校なら、ということで仲間2人と一緒に受けた。ところが合格ラインすれすれと思われた1人だけが合格で、まず余裕をもって受験した2人（王も含む）が落ちる結果となり大きなショックを受けた。そこで荒川博の母校でもあった早稲田実業商業科に進学することになった。当時、墨田川高校には硬式野球部がなく、後に王はこの受験失敗を「人生の大きな分岐点の1つ」と振り返っている。また、荒川との出会いがなければ、都立墨田川高校受験失敗後、野球をやろうと思って早稲田実業高校に行くこともなく、巨人への入団もなかったと述べている。

### 早実高等部時代

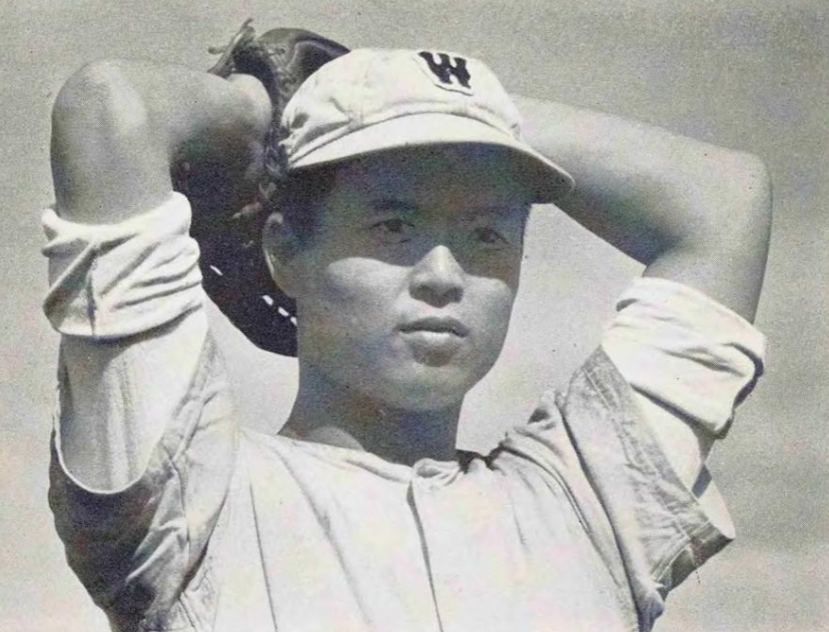
早実高等部時代

早実野球部とは王が中学生時代に厩四ケープハーツのメンバーと一緒に練習に参加したことがあった。この時に久保田高行総監督・宮井勝成監督とも会っており、中学生離れしたサウスポーとして名が知られるようになったことで勧誘もあった。他に明治高や日大三高などの当時の強豪校からも誘いが来ていたが、最初に声をかけてくれた早実に恩義を感じていた。早稲田実業高校に入学してすぐに野球部に入った。
この時の野球部には、3年生にのちに国鉄スワローズに入った徳武定之、毎日オリオンズに入った醍醐猛夫がいた。入部して僅か1か月後の5月には、3年生エース大井孝夫に代わり1956年春季関東大会東京都予選決勝に先発。同年の春の選抜にエース並木輝男を擁し出場した日大三高を4-0で完封した。この直後に有頂天になってグラブを放り上げて喜んだが、観戦に来ていた兄の鉄城に「お前は相手の気持ちを考えたことがあるのか」と後に咎められて、父の仕福が戒めとした「日本に来て、日本に生かされている」ことを忘れず偉ぶったりおごったりして他人に反感を買うことが最もいけないことであることを、改めて思い知るのであった。王はこの時以後、嬉しいときも悔しいことも感情を出さないようになった。春季関東大会準決勝でも高崎高に完封勝ち、決勝は大井が神奈川商工を抑えて優勝を飾る。
2か月後に夏の甲子園東京都予選に出場。王は左翼手兼控え投手としてレギュラー入りし、1年生ながら徳武、醍醐の3・4番のあとの5番を任された。準決勝では、当時の早実の最大のライバルであった明治高（この時のエースは村田元一で後に国鉄スワローズに入り、王にプロ入り初の本塁打を打たれた）を2-1で破る。決勝も成蹊高を13-1で下し、夏の甲子園に出場、王は甲子園の土を初めて踏んだ。1回戦の相手は新宮高であったが、王は5番左翼手として出場し順調に勝ち上がる。2回戦では1年生ながら初めて先発として起用された。しかし同年に春夏の甲子園連続準優勝を果たす強豪・県岐阜商の左腕エース清沢忠彦と投げ合い、1-8と敗れる。この時に王は知らなかったのだが、後にバッテリーを組んだ醍醐から次のように聞かされた。試合前夜に主将であった醍醐が、久保田総監督・宮井監督から次の試合に1年生の王を先発させると告げられて、「なぜ3年生の主戦投手でないのか」と不満げに聞くと、「次の春から先のことを考えているんだ」と話していたという。この試合の球審を務めたのが山本英一郎（後の日本野球連盟会長）で、醍醐の話によると、この試合で山本球審はボール球を連発する王の投球に「何てコントロールが悪いんだ」とぶつぶつ言っていたという。
この年の秋から1年生ながらエースとなった。久保田・宮井両監督の指導のもと、投げる際に腕を頭の上に振りかぶらないノーワインドアップ投法により制球難を克服し、投球に安定感が増した。ちょうどその頃にワールドシリーズでニューヨーク・ヤンキースのドン・ラーセン投手が完全試合をノーワインドアップで成し遂げたことから、王の投法に「ラーセンばりの」という形容詞が付いた。王にすればラーセンの存在はそれよりも早く、荒川宅で8ミリフィルムの映像を見て既に知っており、完全試合で有名になる前にその投法で投げていたという。
1957年、2度目の甲子園出場となった春の選抜は準決勝まで3試合連続完封。4月7日の決勝は、後にプロで同僚となる高知商の小松敏宏との左腕対決となる。8回に3点を奪われて4試合連続完封を逃したものの5-3で完投勝利、関東に初めて選抜優勝旗をもたらした。この試合では左手中指と人差し指のマメがつぶれ、血染めのボールによる完投となる。春の選抜優勝で王は全国に注目される存在となった。続く夏の選手権では、2回戦で寝屋川高から延長11回の熱戦でノーヒットノーランを達成。延長戦でのノーヒットノーラン達成は、甲子園では春夏を通じて唯一の記録である。後年、王は「高校2年の頃が投手としてピークだったと思う。この後バッティングは良くなっていったけど、ピッチングはどことはいえないが、どこかおかしくなっていった」と語っている。この大会は準々決勝で小川博、河東真を打線の中軸とする法政二高に1-2で惜敗した。
この年の秋、早実は静岡国体の硬式野球高校部門に選出されたが、王は当時の国籍規定（王は中華民国〈台湾〉国籍）のため出場できなかった（なお、現在はこの国籍規定は撤廃されている）。王は自著「回想」では「生涯最も悔しかったこと」と語っているが、後年のインタビューでは「高校球児は甲子園こそ目標で、国体にはそこまでのモチベーションはなかった。今振り返ってもそういうこともあったな、程度。甲子園大会でそういう規定があったら悔やんでも悔やみきれなかっただろうけど」と語っている。国体では王の同期である河原田明らが登板したが、1回戦で倉島今朝徳のいた上田松尾高に敗れる。
翌1958年、3年生の時の春の選抜では打者としても活躍し、30年ぶりとなる2試合連続本塁打を放った（当時の甲子園球場はラッキーゾーンはあったが、高校野球も木製バットを使用していた。金属バットの使用が認められるのは1974年からである）。この大会は準々決勝で済々黌高に敗退。同年夏は東京都予選決勝で明治高と対戦、1-1で迎えた延長12回表に4点を奪いながら、その裏に5点を奪われて逆転サヨナラ負けを喫し、5季連続の甲子園出場は果たせなかった。この時、早実の野球部長の音頭により、甲子園本大会に向けて大阪に出発する明治高ナインを早実野球部員全員で東京駅にて見送った。もともと王は父の意向もあって大学進学を考えており、高校2年生の夏にはすでに読売ジャイアンツより誘いがあったが、大学進学を考えていたため断っている。王は「もし5季連続出場を果たしていたら野球にけじめをつけて大学にいっていたと思う。最後に出られなかったことで気持ちが宙ぶらりんになった」と語っている。
NPBの各チームが熱心に誘ったが、特に熱心だったのが王に縁の深い甲子園を本拠地とする大阪タイガース（阪神）であった。新聞は「王、阪神へ」と大きく報道。親も高卒選手の多い阪神を薦めていたため、当初は前述の事情もあってスカウト合戦に参戦していなかった巨人が急きょ「大学に行くと聞いていたので獲得に乗り出さなかったが、プロに行くならぜひうちへ」と獲得に名乗りを上げた。もともと東京で生まれ育った王は「プロに行くなら巨人」と考えており、気持ちは非常に揺れ動いたという。しかし、最後は自分の気持ちを貫き、巨人入団を決めた。兄：鉄城が同意してくれたことも心強かったという。

### 現役時代

#### 1959 - 1961年（低迷期）
1959年に契約金1600万、年俸144万円、背番号「1」という高卒新人としては破格の条件で巨人に入団。背番号1については、中国語で「王」を「ワン」と発音することから、英語のoneにかけてつけられたという説や、南村侑広の引退によって1が空いていたためという説もある。プロ入りの同期には村山実、板東英二、河村保彦、江藤愼一、田中俊幸、張本勲、足立光宏らがいる。
もともと投打の才能を買われての入団であり、1959年2月のキャンプでも当初はブルペンで投球練習に参加。同じく新人で合宿所でも同室だった伊藤芳明（中央大学出身）と並んで投球練習をしたが、実力の差は歴然としており、練習を見ていた監督の水原茂や投手コーチの中尾碩志が「やっぱりバッターか…」と話していたとされる。王自身も「ブルペンに入ってみて先輩の球との勢いの差があるのが自分でもわかった。ましてやコーチ陣には一目瞭然だっただろう」と後に述べている。結局、キャンプ中に水原監督と川上ヘッドコーチ、中尾コーチに呼び出されて、水原監督から「王、明日からもう投げなくていい」と言い渡された。一方で、打撃に関しては練習でも先輩に負けない飛距離が出ており、前年度にルーキーながら二冠のタイトルを獲得していた長嶋からもウィークポイントが少ないとの評価を受けていた。
高校生時代は甲子園優勝投手として有名な存在であったが、プロ入団後は投手としての王は首脳陣や先輩から評価は得られなかった一方で、打者としての評価は太鼓判を押されるほどだった。当時エースの藤田元司はこの時のキャンプでの王の印象として、「甲子園で活躍するなど高校時代に頑張りすぎたのか、僕が見る限り投手としての王君はくたびれていましたね」と述べている。また、この年からコーチになった川上は、「何というか、球筋がやさしいんですね。"おおっ"っていうのがない。しかしバッティングはすごかった」と語っている。川上によれば、王のバッティングは構えからスイングまで全く顔が動かず、新人ながら基本が完成していたという。当時二軍監督だった千葉茂は練習後に王と入浴した際、「王の体格には驚いた、非常にいい筋肉をしておる。ただし、いかり肩で大成した投手はいないだけに、投手としては厳しいだろう」と感じ、水原に「ピッチャーとしてはあきまへん。でもバッターなら川上の半分は打ちます」と野手起用を進言した。
王自身は自分が投手として通用しないことは薄々感じてはいたと「現実問題として投手としての私は高校2年を頂点として下っていた」とし、でもやはり野球をやる者なら誰でも投手に憧れるもので、「野球は何といっても投手だ。一度でも経験した者は『生涯投手』と思うもので未練はあった」と述べつつ「一方でほっとした自分もいた」とも述べている。
王にとってラッキーであったのは野手のポジション争いで、川上の引退直後で一塁が空いていたことであった。当初は一塁に与那嶺要を外野からコンバートさせて、王は外野のポジションでの起用を水原監督は考え、オープン戦で右翼を守らせ、与那嶺を一塁に起用したが、王には外野は務まらないということで一塁に王を起用し与那嶺はもとの外野に戻った。
当時の週刊ベースボールの記事で「ワンさんのバッティングうまいネ。ボクが長い間かかって掴んだ左右打ちのコツを知っている。だから打率いいネ。一塁のポストは取られる。早くワンさんの一塁を決めてもらった方がいい。中途半端で自分が外野の練習できないネ」と与那嶺のコメントが載っていた。なお、与那嶺はこの時までに首位打者を3度、ベストナインを7回獲得するなど、デビューから7年連続3割を打ち、前年度に初めて3割を割ったが打率.293の成績を残していたほどの選手である。
王が入団した当時の巨人は、1951年から1953年まで日本シリーズ3連覇した巨人軍第二期黄金時代が終わり、前年に西鉄の日本シリーズ3連覇の前に苦汁を飲まされていた。川上哲治・千葉茂は引退し、ベテラン投手の別所毅彦はこの年300勝を目指し翌年を最後に引退し、大友工も力が衰えるなど、巨人は新旧交代の時期であった。投手では藤田元司、堀内庄、安原達佳、捕手で藤尾茂（この年に森昌彦が台頭）、内野手では広岡達朗、土屋正孝、長嶋、外野手では坂崎一彦、宮本敏雄、ベテランの与那嶺がいたが、チームを引っ張っていたのは前年にデビューしたばかりの長嶋であった。それだけに王は若手で長嶋に続く次代のホープとして期待されるルーキーであった。
開幕前のオープン戦では本塁打5本を放つなど目立った活躍で新人ながら注目を集め、王は前年の長嶋がデビュー前のオープン戦で本塁打7本打ったことを聞いて「行ける」と思った。そして4月11日の開幕日を迎える。この日宇野光雄監督の国鉄スワローズとの開幕戦で高卒新人ながら7番・一塁で先発出場を果たし、しかも相手投手はすでに大投手であった金田正一であった。しかし、この試合でエース金田と対戦した王は3打席で2三振1四球に終わった。王は「金田さんには前年の長嶋さんでさえ、ああだったんだから、しょうがないや」と思ったという。しかし、その後も快音が聞かれず、「公式戦での投手の攻めは違っていた」という。これ以降、オープン戦とは打って変わって当たりが止まってしまい、デビュー初安打もなく10試合無安打が続き、開幕から26打席無安打となった。それでも水原監督は王を起用し続けた。このことで王の父母は「おかげで今のおまえがあるんだよ」と後々まで感謝していた。
4月26日後楽園球場での国鉄との6回戦（ダブルヘッダー第2試合）で0対0で迎えた7回表二死、敵失で出塁した坂崎一彦を一塁に置いて王に第3打席が巡ってきた。すでに2打席凡退の後で、水原監督は代打を考えたが、二死で得点圏に走者が無く、この日の王の打順は8番で次打者が投手の状況の中、代打を温存したい事情もあり、王をそのまま打席に送る。王は国鉄村田元一投手が2ストライク1ボールからの4球目に投じた内角低めのカーブをすくい上げると、打球はライトスタンド最前列に落ち公式戦初安打が決勝2ランホームラン（出場11試合目）となった。これが王の記念すべき第1号本塁打となった。それは開幕以来27打席目の快音であった。この試合は巨人の左腕伊藤芳明投手が4安打完封して、巨人が2対0で勝った。
同年6月25日の天覧試合となった対阪神戦では、7回に2対4と2点差を巨人が追う場面で阪神のエース小山正明から4号同点2ランを打って、これが長嶋茂雄とのONコンビ・アベック本塁打の第1号となった。
しかしそれ以外はほとんど目立った活躍もなく、1年目は打率.161・本塁打7本と物足りない結果に終わった。特に目立ったのが72を数えた三振の多さで（2.7打数に1三振に相当）、「王は王でも三振王」などと野次られるなど、後に本塁打王と呼ばれるとは思えない成績だった。ただし、主力選手でも遠慮していた水原監督の隣の座をいつも占め、「監督、今の一塁手のプレーにはどういう意味があるのでしょうか?」と堂々と質問したり、記者から「（不振の）重圧はありませんか?」と尋ねられても、「別に。使っているのは監督さんですから」と答え、新人としては異例の姿勢だった。また、期待はずれの成績にもかかわらず、2年目の年俸は推定140万円から160万円にアップした。これは練習の球拾い時に自腹で専用の糸を購入し丁寧にボールの破れを修繕していたことを球団代表が評価したため。なお、この球団の評価に感銘した王は、以後現役引退するまで1度も契約更改でもめることはなかった。ただし、後年のV9時代、ある年の契約更改後に球団某幹部から「もう少し（金額を）言ってくれても出したのに」と言われた時はさすがに内心ムッとしたらしく、「だったら契約更改の時にその（上げた）金額を提示してくれればいいのに」と思ったという。
翌1960年の2年目は打率.270・本塁打17本（このシーズンのチーム最多）と主軸として恥ずかしくない成績を残し、オールスターゲームにもファン投票選出された。これは、東京六大学野球の早稲田大学から大型一塁手の木次文夫が巨人に入団したことで危機感を抱いたことも好影響を及ぼしたといわれる。しかし三振も101個と依然として多かった。
最初の2年間は水原監督のもとでの巨人であったが、1年目はリーグ優勝を果たしたが日本シリーズで鶴岡監督の南海ホークスに1勝も出来ずに屈辱の4連敗で敗退し、1956年から日本シリーズを4年連続して敗れ去った。2年目は前年最下位の大洋ホエールズがこの年に西鉄から三原脩を監督に迎えて宿敵巨人を破りリーグ優勝を果たし、巨人は6年連続リーグ優勝は成らず2位に終わった。
3年目の1961年、川上が水原の後を継いで監督に就任。川上は王に長嶋に次ぐ中心打者としての活躍を期待したが、打率.253・本塁打13本と2年目より成績を落とし、期待に応えることはできなかった。この年中日に入団し、ルーキーながらエースとして活躍した権藤博は王について「速球はある程度対応してくるけど、カーブを投げておけば簡単に空振りして尻餅をついていた。かわいいもんだと思った」と語っている。高卒3年目としてはそれなりの成績だったが、契約金の額や首脳陣の期待からすれば物足りない数字だった。この時期の巨人はこの年に3年連続首位打者となった長嶋だけが孤軍奮闘して、巨人はリーグ優勝とともに日本シリーズも6年ぶりに制覇した。しかしチーム打率はリーグ最低の.226でそれでリーグ最多の435の総得点を上げており、貧打打線であることには変わりはなく、これは翌年まで続いた。王はこの日本シリーズ第1戦、第2戦で4番に起用され、この時は成果は出なかったが、第6戦ではシリーズ初の本塁打を放っている。また、同年オフに、阪急ブレーブスの米田哲也とのトレード話が持ち上がっていたが、不成立で終わった。

#### 1962 - 1963年（一本足打法で打撃開眼）

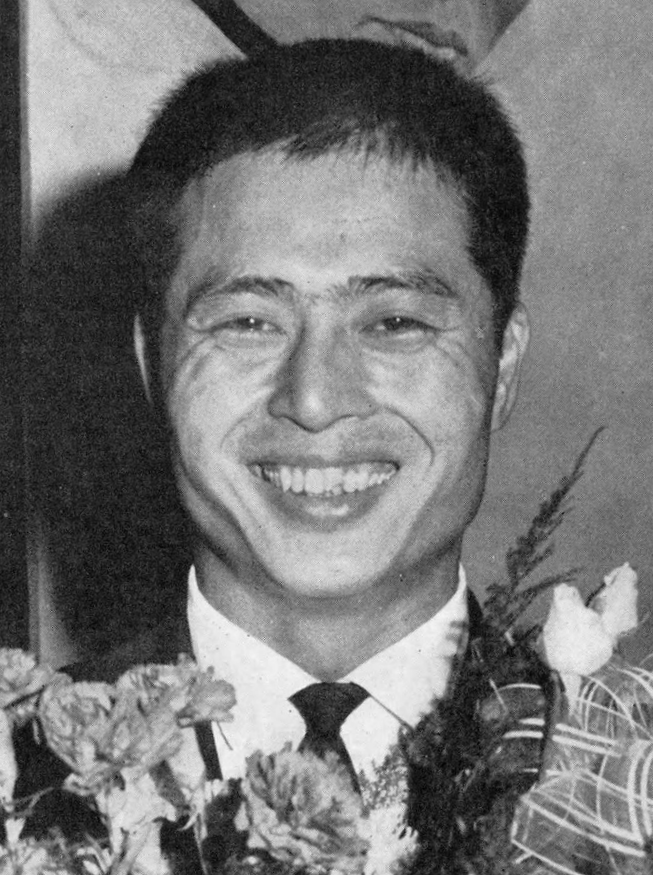
1962年12月撮影

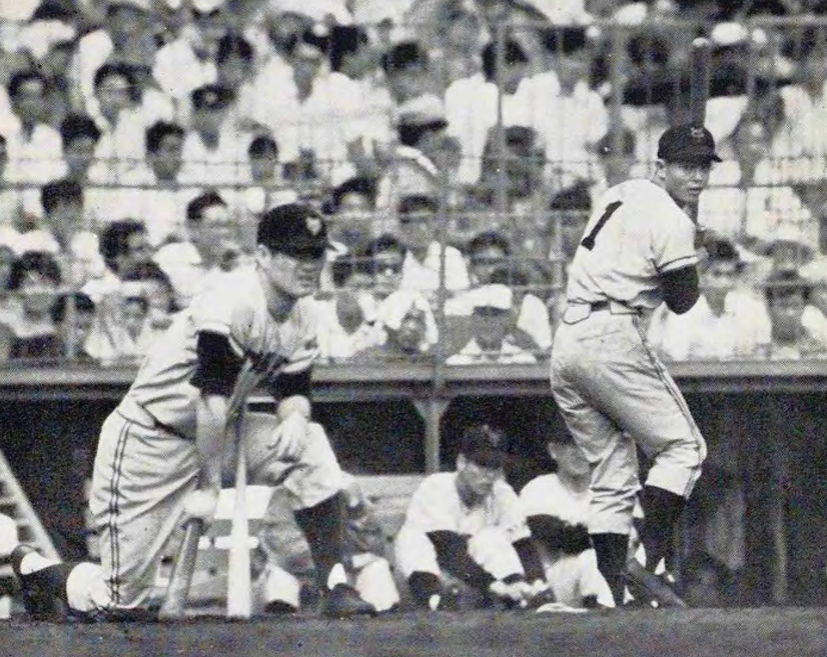
「ON砲」と呼ばれた長嶋茂雄（左）と王貞治（右、1963年）

1961年のシーズン終了後、荒川博が巨人の打撃コーチに就任する。荒川のコーチ就任は、当時大毎で榎本喜八を教え込んだことで広岡達朗が川上監督に進言し、荒川を推薦したものであり、川上は榎本を育てた荒川の打撃コーチとしての手腕に王を託した。川上は荒川とはそれまで面識が無かった。王について「3割、25本塁打は十分打てる素質がある」と見込んでおり、その見込みに対して成績が思うように伸びない理由は、練習をちゃんとしないために結果が出ず、そのために自信を持てず、更に練習に身が入らない、という悪循環のためだと考えた。川上が荒川に最も強く期待したのは、王に練習に身を入れるように意識改革をさせることだった。61年の秋季キャンプで久々に王を見た荒川は「ひでえもんだ」「なんだ、こんなスイングではドッジボールでしか当たらんぞ」「遊びは上手くなったかもしれんが、野球は下手になったな」と言い放ったという。王は内心カッとなったが、言い返せなかった。しかし、荒川は同時に「これだけ（打ちにいく際に、手足の動きがバラバラで不安定・一定でないため、簡単にスイングを崩される）悪い打ち方 でも、.270打ったこともあるのだから、やはり素質は素晴らしい」と感じたという。
翌1962年のキャンプで荒川は、「バックスイングに入る始動が遅いから、打つときにバットの出が遅れるんだ」と判断し、それを修正するためにさまざまなフォームを試した。そのうちのひとつが「一本足打法」だった。王は後の著書『もっと遠くへ 〜私の履歴書〜』でキャンプ中の2月12日だったと述懐して、「私のスイングは右足のステップのタイミングに対し上半身の動きが遅すぎた。つまり上下バラバラ。これを連動させるのが一本足だった。」と書いている。この時はいくつか試した打法のひとつに過ぎず、ほんの2・3日練習しただけだった。王は右足を上げた時に手首を回す悪い癖があったので、最初からステップした状態を作っておけばその悪癖を修正できるというのが荒川の狙いであった。荒川は1962年1月から後に「荒川ノート」と呼ばれたコーチ日誌を書き始めたが、その最初の1月20日の項で当時の王のバッティングについて「バットと体がバラバラ」「ティーバッティングの時に手だけのバットスイングでバットの下から出ている」と記している。
1962年のシーズン開幕戦（4月7日、対阪神）で川上は前年の日本シリーズに続き、公式戦で初めて22歳の王を4番で起用した。長嶋が出塁して王の長打で得点することを川上は期待していたが、開幕してから3か月経った時点では本塁打9本という成績で、6月後半は極度の不振に陥っていた。自信を持てない王は荒川との練習にも身が入らなかったという。チームもなかなか波に乗れず、2位と3位を往復するばかりの状態だった。主砲の長嶋が不調で、投手陣も期待の新人で開幕投手の城之内が前半思ったほどの勝ち星が上げられず、前年チーム最多勝の中村稔も躓き、2年前に新人で最多勝だった堀本律雄も力が落ち、元エース藤田は全盛期を過ぎ、前年甲子園を沸かせた柴田勲も0勝2敗と期待外れ（後に野手に転向）であった。内野では遊撃の広岡は安定していたが、土屋が抜けて塩原や須藤らが二塁を守ったが安定せず、外野では与那嶺を中日に放出し、宮本、坂崎、国松、そして捕手から外野にコンバートされた藤尾がいた。しかし坂崎を5番打者に固定したが期待されたほどには大成せず、藤尾は死球やケガに悩まされ、宮本も勝負強いが安定せず、中軸打者は長嶋一人だけであった。
6月30日の試合（一本足打法で打つ前夜の試合）、対大洋ホエールズ戦（14回戦、川崎球場）で川上は王を3番打者に起用したが2打数2三振1四球に終わり、途中で交代させられ、チームも中2日の左腕鈴木隆に抑えられて安打は須藤のテキサスヒット1本のみ、四球は2つで完封され、6安打完投の藤田を援護できず、9回裏の先頭打者森徹の本塁打により0対1でサヨナラ負けを喫していた。開幕から6月30日までの王の成績は、打率.259で本塁打は9本であった。
試合終了後に王は川崎球場から荒川コーチの車に同乗して荒川の自宅に行って、特訓を受けた。王は後に「相手投手の投げるボールに差し込まれて、詰まる悪癖があり、荒川さんから『とにかく明日の試合では投手が足を上げたらこちらも足を上げて、始動を早くしてみよう』という指示を受けた」と語っている。「荒川ノート」の6月30日の項では「いつになっても一定のポイントがつかめない。上体だけで振っているので・・・一瞬遅れて空振りする。手で振らずに、体で振るか、膝の捻りを使うか、どちらかでバットを振るようにしたらいい。」と記している。
その翌日1962年7月1日、対大洋ホエールズ戦ダブルヘッダー（15・16回戦、川崎球場）は、前日夜半から当日昼までの降雨の影響等により試合開始が30分遅れたため、同日の巨人は試合前の打撃練習を10分間延長。この日の第1試合で王を1番に起用した。その試合前の監督コーチ会議にて、別所毅彦ヘッドコーチが八つ当たりぎみに「王が打てないから勝てないんだ」と荒川に言い、荒川も頭に血が上り、思わず「私は王に三冠王を取らせようと思って指導しているんだ、ホームランだけならいつでも打たせてやる」と返してしまった（荒川は後年『三冠王を取らせる』というのは咄嗟にホラを吹いてしまったものだったと語っている）。しかし別所は揚げ足を取るように「そのホームランだけでもいいから打たせろ」と怒鳴った。困り果てて頭に血が上った荒川は、血相を変えて部屋を飛び出し、王をつかまえて「今日から一本足で打て。三振を怖がるな」と凄まじい形相で命じた。
「荒川ノート」の7月1日の項では、この試合前のこの会議で、3番王・4番長嶋・5番坂崎のクリーンナップが打たなければ優勝は出来ないと話し合い、特に王のバッティングは今のままでは到底長距離打者にも三割打者にもなれないと結論付けがされ、フォームが硬く、ステップの際に右肩が突っ込みすぎ、肩が入りすぎる等の問題点が出されたという。なお、王本人によれば「一本足を始めた経緯は記憶が定かでない。（中略）僕自身は普通の打ち方で打ってるつもりだった。でも、4年目のシーズン中にどうしても食い込まれることが多くて、それならいっそのこと右足を上げて打ってみろと。その打席で大爆発した」とインタビューで答えている。
この試合で王は初めて一本足打法で打った。しかしネット裏の報道陣はこの特異な打ち方に気がつかなかった。翌日の新聞で一本足打法に触れた記事は皆無であった。
王は大洋先発のルーキー右腕稲川誠から1回表の第1打席2ストライク0ボールからの3球目外角カーブを右前ヒット、そして3回表の第2打席初球内角低めのストレートを右翼席へ先制の10号ソロ本塁打（通算第47号、16試合68打席ぶり）を打ち、6回表の第4打席で3番手の左腕権藤正利から二死満塁2ストライク3ボールからカーブを中堅左のヒットで走者一掃の活躍を見せ、結果は5打数3安打4打点だった。試合は王（3回表ソロ）・森昌彦（4回表ソロ）・塩原明（5回表ソロ）・藤本伸（8回表3ラン）の計4本塁打を含む13安打の猛攻と中村稔投手の二塁を踏ませぬ3安打完封とで、巨人が10対0で勝利した。第2試合でも王は1番に起用されて結果は4打数無安打であった。しかし荒川コーチはほっとしていた。「荒川ノート」にはこの日、「今までのタイミングの取り方をもっと大きくするように王に教えたが、（川上）監督がこれなら打てる、本当に頼もしいと言ってくれたのでちょっと安心した。・・このタイミングの取り方はかつて別当や大下選手らいろいろな名選手がやった型である。・・本当に助かったような気がした。」と記している。後に荒川は「あの日ヒットが出なかったら一本足打法は止めさせていた」と語っており、たった1日で王の運命が左右されたことになる。ただし、この頃の王はフォームを変えることが珍しくなく、7月1日の試合におけるフォームの変化については、翌日の新聞は巨人の親会社である読売新聞をはじめほとんど報じていない。7月に入り王が立て続けに2本、3本と本塁打ペースが上がってきたところで「そういえば変な打ち方しているぞ」と騒ぎ始めたという。開幕の4月から6月まで本塁打9本だった王は、7月の1か月だけで本塁打10本を放ち、一気に本塁打の量産ペースを上げた。
7月1日からシーズン終了までの王の後半の成績は、打率.282で本塁打29本であった。
王自身も結果が出てきたことで、一本足打法に本気で取り組む気持ちになり、練習に打ち込むようになった。この時の練習の過酷さ、練習量を表すエピソードとして「練習に使った部屋の畳が擦れて減り、ささくれ立った」「練習の翌朝、顔を洗おうと、腕を動かそうとしたが動かなかった」「一日中バットを振ったことで手と足から血がでた」という話がある。また、剣道家・羽賀準一のもとに弟子入りして居合術を習うと共に、日本刀による素振りの指導を受けた。
特に有名なエピソードとして、「天井から吊り下げた糸の先に付けた紙を、日本刀で切る」という練習があった。これは一本足打法の弱点を克服させるためであった。一本足打法は、投球のタイミングをずらされると通用しなくなるという弱点があった。7月1日に一本足打法を披露したものの、その後に国鉄の金田に同弱点を見破られ、早くも壁にぶつかることになった。例えば、金田は速球を投げる素振りをして、スローボールを投げる等で打つタイミングをずらす投法に出たのである。荒川も弱点は把握しており、弱点が見破られるのは想定内と考えていた。そこで一本足で立って、巧妙な投球であっても対応できる訓練を王に課した。これは、技術として日本刀で紙を切るほど打撃を研ぎ澄ませる、という以上に、打席内での集中力を高めることで余計なことを考えないでいいように、という精神鍛錬の目的もあった。
このような王の練習がどれ程のものだったかは、当時チームメイトであった広岡、藤田がこれを見学していたことを思い出しながら「あまりに緊迫感のある練習だったので、それまでは後輩の練習がどれほどのものか、と胡坐をかいてのんびり見学してやろう、と思っていたのに、いつの間にか見学していた人間全員が正座して観ていたよ。まさにすさまじい練習だった。あんな命がけの練習をする選手は今いない（広岡）」、「部屋の中は王くんの素振りの音と荒川コーチの声が聞こえるだけでしたね。王くんが少しでも悪い素振りをしたら『気を抜くな! そんなことなら、さっさと帰れ!』と荒川コーチに叱られ、王くんも『すみません、もう一回お願いします』と言って練習が再開される。あんな場に居合わせたら、みている自分たちまで叱られているような気がしてきて、胡坐をかいたり、寝そべって見られませんよ（藤田）」と語っている。
南海ホークス時代の野村克也も自身の著書『巨人軍論』の中で、王の練習の凄まじさを振り返っている。ある日、王と野村がそれぞれ友人を連れ銀座の飲食店で呑んでいた際、夜10時になったところで王が「ノムさん、悪いけど荒川さんとの練習があるので、僕はここで失礼します」と言い、野村が引き止めても、王は練習に向かった。その時、野村は「ああ…、俺はいつかこいつに抜かれるなあ…」（この逸話の段階では、野村のほうが王より通算本塁打数が上だった）と感じたという。その後、野村が荒川コーチに頼んで王の練習を見学させてもらったところ、ただ「すごい」と感じるのみで、とても王に話しかけることのできる雰囲気ではなく、「王の素振りに比べれば私のそれなんて、遊びみたいなものだった」「あれだけ練習した王だから、世界記録を作っても不思議ではない」と記している。更に「実績ある選手は周囲が意見できないことをいいことに、何かと言い訳をして手を抜きたがるものだが、王は一切妥協せず自分に厳しかった。中心選手はチームの鑑でなければならず、王はまさにそうだった」と評価している。
この年本塁打38本・打点85で初めて本塁打王と打点王を獲得。以後、王は引退まで一本足打法を貫いて、この打法で本塁打822本を記録した。1977年の梶原一騎との対談では「二本足でなら打率4割は狙える」と言う梶原に対し、「一本足がダメになったら引退」という趣旨の発言をしている。
前述のとおりルーキーシーズンは王をカモにしていた権藤博も、一本足打法になった王の変化に驚いた一人である。「隙のないバッターになった。こちらの思うところに完璧に投げられなければ抑えられない。球1個分外れればボールになるし、球1個分中に入ればホームランという感じだった」と語っている。
後にこの打法で本塁打記録が達成され、アメリカのメディアからは「フラミンゴ打法」とも言われるようになった。メジャーリーガーには「フラミンゴ・サダハル・オー」と呼ぶ者がおり、これに由来するものである。
翌年1963年、シーズンの最初から一本足打法で打ちまくり、長嶋とのコンビが「ON砲」と呼ばれ始め、この巨人の二枚看板の大活躍でこのシーズンは2年ぶりにリーグ優勝と日本シリーズの優勝を果たした。王はこの年初めて打率3割・本塁打40本を記録し、2年連続で本塁打王を獲得した。なお、4月25日の阪神戦で史上23人目のサイクル安打を達成しているが、当時サイクル安打の概念は知られていなかった（日本でサイクル安打が記録の対象であることが知られるのは、2年後に24人目のサイクル安打を達成した阪急ブレーブスのダリル・スペンサーの発言がきっかけである）。

#### 1964年（55本塁打達成）
1963年のオフから翌1964年のオープン戦の途中まで王は二本足に戻した打法を模索した。2年連続本塁打王を獲得したが、川上は満足しなかった。一本足打法を「アンバランスのバランス」と表現し、如何にも不安定なもので、「二本足ならもっと打率は上る」と王に何度も言った。前年の日本シリーズ第7戦で王は二本足で2ホーマーし、荒川コーチはこれならいけると確信を持った。「荒川ノート」の1964年1月21日の項で「今シーズンから二本足で打たせることにした。」と書いている。しかし1月29日には「二本足打法になってから打撃練習しても気の毒なくらい精彩がない。」とも書いている。キャンプに入ってからもオーソドックスな打ち方で練習し、2月21日に熊本での対西鉄とのオープン戦初戦の初打席でいきなり本塁打を打った。しかし王は首を傾げながらベースを回った。「飛ばないなァ」と感じながら。二本足で本塁打を打っても「普通のフライの大きいやつ」で、一本足で打つと「驚くほど速く異次元のアーチ」だった。二本足でいくか、一本足でいくか悩んだ末に、3月2日の夜に王は荒川コーチに二本足ではどうしても打てないと言い、二人で相談して一本足でいくことに決めた。荒川はこの時に「打つのは王だから王の打ちやすい型で打つのは当然だ」とし理想を追いすぎての失敗としながら「4割打者になるにはどうしても二本足打法を完成させなければいけない」とも考えていた。王は「二本足でしっくりしなかったことで腹が固まった。私には一本足しかない」と思い、川上にもやはり一本足でいきますと伝え、それ以後は川上監督から何も言われなくなったという。
後年に、この3か月の間に、自分には一本足打法が一番あってることを再確認でき、それがその年の55本塁打につながったと述べている。
1964年のシーズンは秋の東京オリンピック開催のため、3月20日に開幕となり、巨人は国鉄との開幕戦（後楽園球場）となった。この開幕試合で、王は金田と小雨の中で対決した。5年前の新人時代に金田と開幕戦で対決して以来、開幕戦15打席ヒットがなかったが、23歳、6年目を迎えた王はこの日、通算開幕戦16打席目の3回裏二死で一塁に柴田勲を置いて1ストライク3ボールからの5球目真ん中やや低めの直球をライト場外へ2点本塁打（通算116号）を放つ。打球はライトスタンド場外に設置されていたローラースケート場の隣のコーヒーショップの屋根まで飛び、推定飛距離151mとされている。金田からすると本塁打を打たれた球は「見逃せばボール球で、王から三振を奪える絶対的な球」と語っている。守備では初めて開幕投手を任された高橋明が6安打完投して、試合は3対1で巨人が勝利した。
この本塁打は金田を驚嘆させたが、金田は一本足打法転向後も王をカモにしていたこともあり、打たれた球種・コースを投げ続けたが、同年の王にはことごとく打たれたという。これにより金田は「長嶋は対戦する前から研究をしたが、王は打たれてから研究した」と語っている（別のTV番組では、「ワシはバッターの研究なんてしたことがない。研究したのは王貞治が初めてだったね」と語っている）。この年、王は金田から1試合2本塁打2回を含む7本塁打を奪い、同一投手に対するシーズン本塁打数のタイ記録となっている。
5月3日の対藤本定義率いる阪神タイガース戦（7回戦、後楽園球場）では史上初の1試合4打席連続本塁打を記録した。1回一塁に国松彰を置いて先発の左腕太田紘一からフルカウントで6球目の真ん中高めのカーブを右翼場外の富坂署球場派出所を越えてアイスパレスとローラースケート場の中間に届く約150mの14号2ラン、4回再び太田の初球の真ん中高めの直球を15号ソロ、6回3番手の若生智男から1ストライク2ボールで4球目の真ん中高めのカーブを16号ソロ、さらに7回二塁に柴田を置いて4番手の本間勝から1ストライク2ボールで4球目の外角低めの直球を17号2ラン、すべて130m超級の本塁打で4打数4安打6打点、守りは高橋明投手が完封して9対0で巨人が勝利した。この時点で打点39、打率.405の三冠。手のつけられない打棒対策として、2日後の5月5日広島とのダブルヘッダー第2試合（8回戦、後楽園球場）で白石勝巳監督が7回裏一死の場面で「王シフト（白石シフト）」と呼ばれる守備体系を開始したことで話題になった。「最後の4割打者」テッド・ウィリアムズに対して考案したブードローシフトと同様で、王の打球がフィールドの右半分に集中することを考慮に入れて野手の内6人をライト側に守らせたが、王は王シフトにも動じることはなく、その打席でプルヒッティングも流し打ちもせず鵜狩道夫投手が投じたカウント1ストライク2ボールからの4球目内角高めの球をバックスクリーンのわずか右へ18号本塁打（通算133号）を放った。7月19日後楽園球場での対国鉄21回戦では、7回無死一塁に遊撃右への内野安打で出塁した塩原明を置いて（塩原はこの日2本目の安打）、半沢士郎がカウント1ストライクで投じた2球目やや外角寄りの低めの速球をすくい上げると、高さ9mのバックスクリーンを越え、スコアボードとの間のスタンドに届く150m級の37号2ランとなった（通算152号）。後楽園球場のバックスクリーン越えの本塁打は史上初。
9月6日129試合目の大洋とのダブルヘッダー第1試合（24回戦、川崎球場）で1回の第一打席に鈴木隆投手の1ストライク1ボールからの3球目内角低め膝元に落ちるカーブを52号ソロ、6回の第三打席は交代したばかりの峰国安投手の初球の真ん中高めの直球を逆風の中53号の本塁打を放ち、前年に野村克也が作ったシーズン本塁打記録52本を一気に抜き去った。15日後、9試合後の9月21日には広島での28回戦で七森由康が最後の勝利を唯一の完封（被安打は3回にカーブを打った田中尊と三遊間を破った大和田明による2本のみ、広島に三塁踏ませず）で飾ったが、この試合では四回に安仁屋宗八の1ボールでの2球目真ん中高めの直球を坂崎一彦がバックスクリーンへ先制5号ソロ本塁打を放った後、六回一死一塁に中前打の長嶋茂雄を置いて、安仁屋のカウント1-1での内角膝元のスライダーを王が叩くと、打球は逆風をついて右翼フェンスをぎりぎり越えて、53号から37打席ぶりの54号2ランとなった。この日の広島は、王の安打を約15本防いで、王の首位打者（三冠王）獲得を阻止したと評価されている王シフトを解除しており（理由は非公表）、54号の飛球を追った広島の右翼手は小坂佳隆であった。9月23日最終戦の対大洋ダブルヘッダー第2試合（28回戦、後楽園球場）で雨中の5回裏に佐々木吉郎投手からシーズン55号（通算170号）本塁打を24歳で記録した。これは2013年にヤクルトのウラディミール・バレンティンに破られるまで長年NPB記録であった。55本塁打のうち24本は飛距離400フィート（約122m）以上という大リーグの球場でも十分にスタンド中段に届く大型ホームランであり、決して球場の狭さに助けられた記録ではない、と宇佐美徹也は評価している。参考に、この年のセ・リーグにおいて第2位の本塁打数は大洋のマイク・クレスの36本で、両リーグ合わせて第2位の本塁打数は野村克也の41本であり、両者を10本以上も突き放しての数字である。また、55本塁打のうち17本は左投手から奪った本塁打であり、金田からは7本塁打を記録した。
この年、リーグ優勝は阪神で巨人は3位に終わった。しかし、王はシーズン本塁打の新記録達成でリーグMVPに選ばれた。
55本塁打はNPBでは2022年にヤクルトの村上宗隆に破られるまで日本出身選手における最多本塁打記録であった。
それまで、王と荒川コーチは一本足打法に必ずしも強い執着を持っていたわけではなく、しかし「シーズン55本塁打」という偉業達成を機に、王は一本足打法こそ自身のバッティングスタイルであると確信した。
また、王は「自分は打率を気にするバッターではない」と語っているが、相手バッテリーが警戒して四球・敬遠が増えた関連で打率が残り始め、1964年は江藤愼一と最後まで首位打者を争い続けた。この年は2度目の打点王も獲得したが、首位打者争いは3厘差で江藤に及ばず、三冠王は逃した。

#### 1965年 - 1967年（三冠王への挑戦）
翌1965年はシーズン中の怪我の影響で本塁打は42本に減少したが4年連続の本塁打王、104打点で2年連続3度目の打点王を獲得。打率はシーズン中盤まではトップも、またもや江藤に逆転を許し2位。この活躍で2年連続のリーグMVPに選ばれた。なお、巨人は2年ぶりにリーグ優勝と日本シリーズ優勝を飾り、この年から1973年まで9連覇を実現している。
1966年・1967年はともに97試合で40号に到達するハイペースの本塁打量産を見せたが（1985年にランディ・バースがタイ記録を作ったが、現在も40号到達最速記録）、いずれもシーズン終盤にペースが落ち、記録更新には届かなかった。しかも長嶋が1966年は絶好調、打率.344で首位打者を獲得しリーグMVPに選ばれた。一方の王はこのシーズン中盤で首位打者争いから脱落、1967年は打率トップで終盤を迎えるも中日の中暁生に逆転されてしまった。

#### 1968年 - 1970年（ライバル対決）
1968年9月17日の対阪神戦（阪神甲子園球場）にて、プロ2年目の江夏豊に稲尾和久と並ぶシーズン353奪三振目を喫する。江夏はそこからわざと8人から三振を奪わず、再び王から新記録となる354個目の三振を奪って見せた。王はわざと三振を取らずに一巡させたことについては「俺はこれ（眉に唾をつける動作をしながら）だと思う」と懐疑的だが、江夏との対戦については「三振を恐れるようなスイングだけは絶対にしたくなかった。それに中途半端なスイングじゃ江夏の球は打てないしね」と常に全力で対決に臨んだことを証言している。王が最も三振を奪われた投手は最大のライバル江夏からであるが、その江夏が最も本塁打を打たれた打者は王である。そして約250回の対戦で死球はたったの1回だけであり、関係者から指摘されるまで、お互いに死球はゼロだと思っていた。王は江夏について「『こいつは絶対に抑えてやる』『こいつから絶対に打ってやる』とお互いに強い意識を持った相手という意味で最高のライバルだったんじゃないかな」と語っている。
翌9月18日の対阪神戦では、ジーン・バッキーから危険球を投げつけられ、バットを持ってバッキーの元に詰め寄った。この時、王は第1打席でバッキーから死球を受けていた。第2打席は三振に倒れていたが、4回バッキーが巨人打線に捕まり、失策や3連打などを浴びており、長嶋も「バッキー、やばいぞ」とささやいてたところで迎えた第3打席、初球が頭付近への危ない投球となり、捕手の辻佳紀に「今度（危険球が）来たらもう我慢できんぞ」と言っていたところに2球目も腰の付近に来たというものであった（ただし、王自身はバッキーとは仲は良く、「おいおい」とたしなめる程度のつもりであったという）。その後、荒川コーチがバッキーと乱闘して2人が退場となった。更に交代した権藤正利の投球が王の頭を直撃し王は担架で運ばれ負傷退場。その後、同僚の長嶋が権藤からレフトスタンドに3ランを叩き込み、事実上の報復を果たした。王も頭部陥没骨折の重傷を負っていたが、接骨医の懸命の治療で大事には至らず、2試合欠場しただけで復帰し、復帰した試合では2本の本塁打を放っている。また、同事件で荒川と乱闘を演じたバッキーは指を骨折し、投手生命を絶たれる原因となった。
なお、王は1965年4月12日の対中日戦（後楽園球場）で中日の柿本実の長嶋への危険球を発端とする乱闘（この乱闘で金田が柿本に足蹴りを見舞い、退場となっている）でも、乱闘には参加せずベンチで独り手を洗い水を飲んでいたという逸話があるほど争いを好まず、乱闘の口火を切ったのはこのバッキーとの諍いが唯一である。
ますます一本足打法に磨きがかかり、打撃の確実性が増した王は1968年に初の首位打者を獲得。以後、1970年まで3年連続首位打者を獲得した。いずれも本塁打王との二冠だったが、打点王は3年連続で長嶋に阻まれ、三冠王には届かなかった。しかし1969年、1970年は再び2年連続でMVPに選ばれた。この時点でMVP獲得5回となり、4回の長嶋を上回った。

#### 1971年 - 1974年（スランプ、そして三冠王）
1971年シーズン後半は深刻なスランプに見舞われた。打席に立つのが「怖かった」と振り返る程の不振で、3年連続首位打者だった打率は.276まで降下、本塁打も39本に終わり、8年続けていた40本にはわずか1本届かなかった。タイトルは10年連続の本塁打王を守り、打点王も奪還したが、6度目の首位打者となった長嶋にMVPは譲った。
同年9月15日の対阪神24回戦（甲子園）にて江夏に3連続三振を喫した後、0対2とリードされて迎えた9回表二死二、三塁での第4打席に放った逆転3ランは王にとって756号に匹敵する忘れられない本塁打のひとつだという。江夏が投じたこの打席7球目、試合開始から153球目の内角ベルト付近の速球であった。極度の不振に陥っていた中で打った本塁打だったこともあり、ダイヤモンドを一周する間号泣していた。王が「現役時代に唯一涙を流した本塁打」となった。王本人は「涙？ 出てないよ。あのときは、ふらふらして真っすぐ歩けなかっただけ」と述べている。
同対決及び本塁打のことは江夏もよく覚えており、2人とも「このような対決こそが野球の醍醐味」と語っている。この本塁打は王の通算485号であった。また、同年の日本シリーズ第3戦（10月15日、後楽園）9回裏二死一・三塁では、当時パ・リーグを代表する投手だった山田久志のカウント1-1からの3球目内角低めの球を捉え、シリーズの流れを決める逆転サヨナラ3ラン（シリーズ通算21号）を放ち、チームの日本一に貢献。この本塁打についても、「宙に浮くようなフワフワした気持でベースを一周したのは後にも先にもあれだけ」と語っており、通算本塁打にこそ含まれないものの、よく覚えているという。シーズン終了後の12月27日に長嶋に代わり14代目のキャプテンに就任した。
一方、スランプは翌1972年まで尾を引き、あまりの深刻な不振に川上監督も二本足に戻すことを勧めた程であった。しかし32歳の王は頑なに一本足打法を貫いてスランプを脱出し、9月20日には923グラム88センチの圧縮バットでついに公式戦7試合連続本塁打の記録を達成した。9月11日宮本洋二郎から雨中の34号ソロ（後楽園、通算520号）でストリークを開始して、13日先発上田次朗のスライダーを打って35号ソロおよび江夏の直球を打って36号ソロ（後楽園）、14日谷村智啓から雨中の37号2ラン（後楽園）、17日のダブルヘッダーでは第1試合に渋谷幸春から38号ソロ、第2試合に稲葉光雄から39号ソロと土屋紘から40号2ランで、この2試合は6打数4安打4四球（後楽園）、19日はルーキー山本和行のフルカウントでの6球目のシュートを41号2ラン（甲子園）、20日は村山実の4球目の真ん中高めのフォークを42号ソロ（甲子園）。これは1986年にランディ・バースに並ばれたが、未だに日本プロ野球記録である。この年、前半のスランプの影響で打率こそ2年連続で3割を切ったものの、48本塁打と再び大台を突破し、当時の自己最多となる120打点を記録、復活を遂げた。
1973年、打率.355・51本塁打・114打点で史上3人目、自身初の三冠王を獲得。オフの更改では、年俸額は変わらず報奨金を別途出すことで決着した。それまで長嶋の年俸額を超えて王の年俸を上げることを球団側が認めなかったのである。しかし実質的にボーナス分を含めると王は長嶋を抜き、そして長嶋が引退し王が2年連続三冠王となった1974年のオフの更改では、前年の三冠王ボーナスがそっくり年俸に加算された。同年、通算本塁打数でも野村克也を抜き、プロ野球歴代1位に踊り出た（1973年シーズン終了時・王585本、野村579本）。
翌1974年も打率.332・49本塁打・107打点で史上初の2年連続三冠王に輝いた。同年8月4日の対阪神戦では、古沢憲司から史上8人目となる通算2000本安打を達成。この頃になると、長嶋が既に現役最晩年で往年の打棒が望めず、他球団の警戒は王に集中していた。これは1973年の124四球（38敬遠）、1974年の158四球（45敬遠）という記録にも表れている。特に1974年は四球と敬遠に加え、出塁数294、長打率.761も日本プロ野球のシーズン最高記録を更新し、非公式の記録では出塁率.532、OPS1.293、本塁打率7.86、RC2714.9825などもシーズン最高記録であった。これらの記録の内、長打率、本塁打率（現在の記録保持者は共にウラディミール・バレンティン）以外の記録は未だに更新されていない。
しかし、当時の巨人は僅差の試合に非常に弱く、いかに王が怪物的な打棒を振るおうとも、チームの優勝争いでは苦戦を強いられていた。結果として、1973年には辛うじてシーズン最終戦でセ・リーグ優勝を決め、日本シリーズでも優勝したものの、1974年には中日ドラゴンズにセ・リーグ10連覇を阻まれたが王は2年連続でMVPに選ばれた。

#### 1975年 - 1976年（本塁打記録への挑戦）

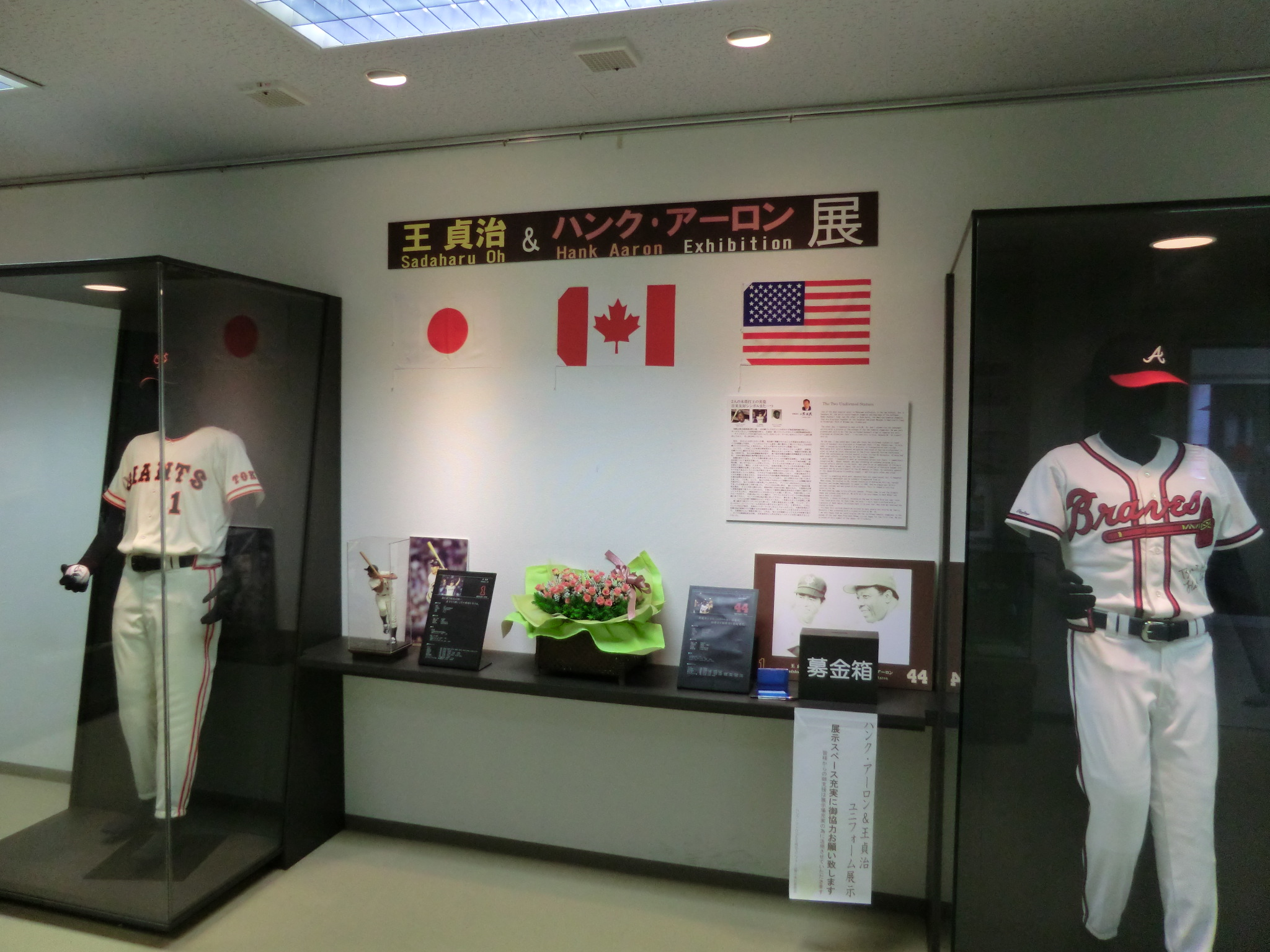
王貞治＆ハンク・アーロン展。日の岬パーク（和歌山県日高郡日高町）

王の通算本塁打が600本を越えた頃から、王の記録がメジャーリーグの記録に迫るものであることが認知され始めた。折りしも1974年、ハンク・アーロンがベーブ・ルースを抜く715号を記録したことで日米ともに本塁打記録への興味が高まっていた頃であり、巨人の看板選手であった長嶋が引退したことも相まって、野球ファンの注目は王の記録に集まり始めた。そのような中での1975年、キャンプ中に足を故障したことの影響で開幕から8試合連続スタメン落ちし、さらには長嶋の引退でさらに王に他球団のマークが集中したことで、打率.285、33本塁打、96打点に終わり、打点王こそ守ったもののこの1冠のみに終わり、13年守り続けた本塁打王の座を阪神の田淵幸一に明け渡すこととなった。この時点で王は35歳であり、限界説もささやかれた。引退した長嶋の後継として期待されたデーブ・ジョンソンが大不振で、他の主力選手もそろって不振に陥り、巨人は球団創設以来初の最下位となった。
しかし、記録への挑戦をモチベーションとして、さらに張本勲の加入による「OH砲」の形成とジョンソンの復調で攻撃の負担が軽減され、翌1976年は再び打棒が爆発。64試合で30号に到達、オールスターゲームまでに32本塁打というハイペースで本塁打を量産した。「64試合で30号」は、2001年にアレックス・カブレラがタイ記録を作ったものの、現在も最速記録である。シーズン65試合目の7月3日ナゴヤ球場での対中日15回戦で、2打席連続本塁打を放ち、シーズン32号で通算699号に到達。この試合の6回に一塁にストレートの四球の張本を置いて初先発のルーキー青山久人のフルカウントでの6球目外角高めの直球を1976年初めて左翼へ打って同点698号2ラン、8回には二番手鈴木孝政の1ボールでの2球目のフォークボールを打って逆転の699号2ラン。この試合から日数で20日後、試合数にして7試合目（札幌、後楽園、鹿児島、熊本を経由）、オールスター戦が明けて間もなくの7月23日対大洋16回戦（川崎球場）、8回表の第5打席に鵜沢達雄の初球真ん中高めのフォークを33号2点本塁打して、通算2270試合目にして通算700号を達成した。700号を打った川崎球場では、ホームチームでない選手の記録にもかかわらず、スタンドインした付近のフェンスに記念プレートが設置された。
後楽園球場での広島戦で3打席連続本塁打を放って712号まで到達し（9月30日三輪悟からソロ本塁打2本、10月1日池谷公二郎から2ラン）、その6試合後10月10日の対阪神22回戦（後楽園球場）で古沢憲司から2本塁打（1回の第1打席では一塁に張本勲を置いてカウント1ボールでの2球目外角寄りのシュートを打って「神風が運んだ」46号2ラン、7回の第3打席では初球真ん中高めのスローカーブを打って右翼に運ぶ47号ソロ本塁打）して、現役18年目、通算2317試合目にしてベーブ・ルースの714号に並んだ（ルースは2503試合目、アーロンは2965試合目に記録）。翌10月11日は8回裏第5打席にフルカウントで山本和行が投じた高めのボール球のシュートを捉え、右翼ポールの金網を直撃する「最短距離で経済的」かつファウルにならずに「儲けた」715号2点本塁打（シーズン48号）を放ち（球審：丸山博）、一気にルースを抜いた。（「」内は王自身のコメント）この715号達成時に試合の途中にもかかわらず、ベーブ・ルース夫人と、ハンク・アーロンから寄せられた祝電が場内放送された。
10月16日広島での最終戦では、6回表に王はそれまで4安打1失点に抑えていた高橋里志の投じた2ストライク1ボールでの5球目真ん中高めの直球を打って716号2ランで同点にして、ジョンソンが高橋のど真ん中のボールを叩いて左翼最上段に決勝26号ソロで勝ち越し、さらに河埜和正、加藤初、柴田勲の3連打で加点する逆転劇、守備では加藤初（5イニングを6安打3失点） - 小林繁（4イニングを1安打無失点）のリレーでスコア5-3で逃げ切り、長嶋巨人は前年最下位から優勝を果たし、王は14回目の本塁打王を獲得した。
同年、アーロンが引退。王の目標はアーロンの記録である755本に定まった。

#### 1977年（756号本塁打）
新記録の756号まであと40本で迎えた1977年、マスコミやファンの興味が王の「世界新記録」に集まる中、4月2日開幕戦（対中日、後楽園球場、通算2323試合目）の3回裏二死での第2打席に松本幸行の2球目真ん中低めのカーブを打って通算14本目の満塁本塁打を放ち好調なスタートを切ったかに見えたが、その後はなかなか打球が上がらず、4月は打率こそ.350台をキープしていたものの月間わずか4本塁打に終わる。続く5月は極度の不振に陥り、打率ベストテンからも名前が消えるほどになった。本塁打争いも好調なスタートを切った田代富雄、ハル・ブリーデン、山本浩二らに大きく差をつけられ、本人の口からも「アーロンの姿が見えたかと思ったら霞んでいく」と弱気な発言が出るほどだった。
しかし、37歳になった5月の終盤から徐々に調子を上げ、7月終了までに26本塁打を記録。そして例年最も本塁打を量産していた8月に猛スパート。8月11日には16年連続となる30号（通算746号）を記録し、本塁打王争いでも首位を走っていた山本浩二を遂にとらえる。8月最も本塁打が出なかった期間は、節目かつ新記録へのカウントダウンが現実味を持ちだす750号達成時の9日間で、あとはほとんどコンスタントに本塁打を量産した。8月31日の後楽園球場での対大洋22回戦1回裏一死、出塁した土井正三を一塁に置いて三浦道男のカウント1ストライク3ボールからの5球目真ん中低めのカーブを打って2点本塁打して、現役19年目、通算2425試合目、10145打席目にしてアーロンに並ぶ755号（シーズン39号）を記録（アーロンは23年目、3275試合目に記録）。8月だけで13本塁打の猛チャージをかけた。
その3試合後、14打席目（通算7878打数目）の9月3日対ヤクルトスワローズ23回戦3回裏一死無走者の第2打席で、フルカウントでの6球目鈴木康二朗のど真ん中のシンカーをライトスタンドへシーズン第40号を放ち、メジャーリーグ記録を抜く756号を達成した。
756号本塁打の表彰のために15万円分のカーネーションで飾られた表彰盾が贈られるはずとなっていたが、2日間本塁打が出なかったため、その分のカーネーションは無駄となった。また一・三塁側スタンドには記録達成が近づくとそれぞれ3つずつ（計6個）のくす玉が吊るされ、記録達成とともに一斉に割られ（くす玉は800号達成時にも用意され割られた）、「祝・王選手756号」の垂れ幕で祝福した。
この試合で、王は両親を後楽園に招待した。記録達成の瞬間同球場一塁側1階席で観戦していた両親の元に、記録達成を祝うファンから握手を求められた他、先述のカーネーションのプレートを王から直々に両親に手渡す瞬間もあり、球場からは「親孝行も日本一」の声が飛んだ。この試合途中で、長嶋は特にホームランをよく飛ばしたライトスタンドの応援団へのお礼を込めたファンサービスとして、ライトの守備位置に立たせるという計らいを見せた。
一方、756号を打たれた鈴木は当時、報道陣から取材攻めに遭っていた。これを慮った王は鈴木に声を掛け「俺のせいでえらいことになってしまったな。色々言われるだろうが、絶対に負けるなよ」と励ました。鈴木は「自分がこのまま潰れたら、王さんの記録にも泥を塗ることになってしまう」と奮起し、翌1978年には13勝を挙げてヤクルト球団史上初のリーグ優勝と日本一に導き、近鉄バファローズ移籍後には救援投手として活躍。プロ引退後も軟式野球に転向して永らく現役を続け、その後は野球ではなく、アマチュアゴルフで活躍していた。756号を打たれた投手には「勇気ある投手賞」としてサイパン旅行が送られることになっていたが、鈴木はプロのプライドとしてこれを断っている。
日本テレビは当時巨人主催試合を独占中継していたが、この756号の本塁打は生放送できなかった。当時の中継は19時30分からの放映で、記録を決めた19時10分5秒の段階ではそっくりショー（讀賣テレビ放送発）を放映していた。その為、視聴者からかなりクレームが付いたとされている。なお、記録達成の映像は中継開始と同時にVTR再生されたほか、当日のスポーツニュースおよび深夜の特番「おめでとう王選手 世界新記録だ756号!!」で繰り返し流された。

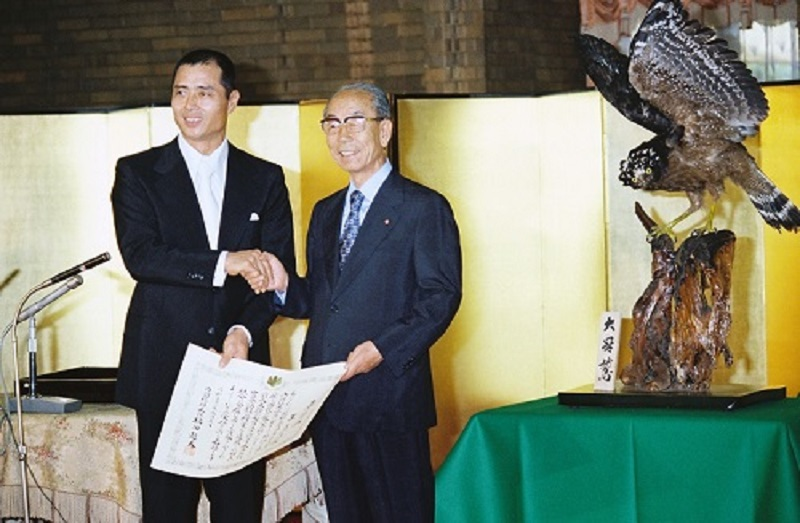
国民栄誉賞授賞式にて福田赳夫（右）と
（1977年9月5日）

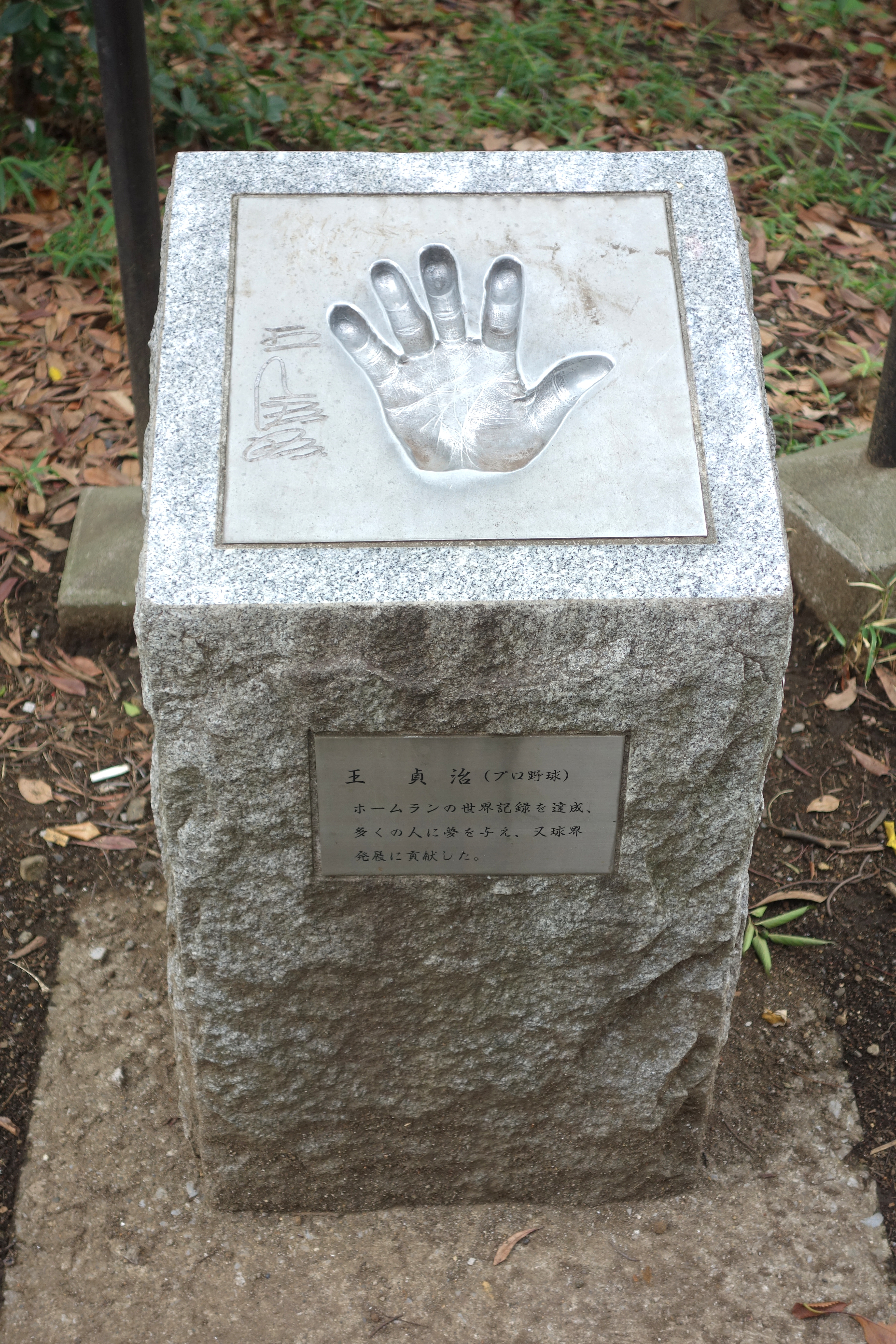
上野恩賜公園に展示されている王のサインと手形。国民栄誉賞授賞記念モニュメント

この偉業が称えられ、当時の福田赳夫首相から初の国民栄誉賞を授与された。また、756号を達成した後楽園球場では外野の落下地点に記念のモニュメントが設置された（現在は東京ドーム内の野球殿堂博物館に飾られている）。
王が756号を打った当時、日本では「世界一」と評されたが、ギネスブックは、球技においてはリーグのレベル等条件が必ずしも平等でないという観点から、競技全体の世界記録という概念を認めておらず、確認できる最高記録と一定のレベルのリーグ戦における記録を併記していることが多い（これは野球に限らず、どの球技についても同様である）。メジャーリーグ外の本数記録では、メジャーリーグに黒人選手が参加できなかった時代にニグロリーグを中心にプレーしたジョシュ・ギブソンの972本がある。王の記録は、アーロン、バリー・ボンズやギブソンの記録と並んで本塁打記録のひとつとして記載されている。また、本塁打においては球場の広さも重要な因子となるが、王の現役時代に巨人が本拠地としていた後楽園球場は、当時のメジャーリーグの球場と比較すると著しく狭い球場であった。
米メディアの多くは日本の球場の狭さや投手レベルを引き合いに出して王の記録を「無価値なもの」とし、メジャーリーグでも非公認扱いとされている。しかし王を大いに評価する声も多く、ハンク・アーロン自身は王の記録達成に心から敬意を表して祝福し、フラミンゴの剥製を王に贈っている。また、王を尊敬するメジャーリーガーも少なくない（後述も参照）。
756号を打った9月3日は深夜までTV出演やインタビュー、祝福の電話の対応などでほとんど眠れなかったにもかかわらず、翌9月4日の対ヤクルト戦にも普段通り出場し、10回無死一・二塁に安田猛から通算757号となるサヨナラ3ラン（シーズン41号、サヨナラ本塁打8号）を放ち、優勝マジック13とした。これを含め、このシーズンは更に10本塁打を上積みし、自身3度目となる50本塁打を達成した。
記録への挑戦が続いた1976年・1977年の2年はそれぞれ49本・50本で再び2年連続の本塁打王に返り咲き、123打点、124打点（王の個人ベスト）で2年連続打点王と二冠、4度目の2年連続シーズンMVPに選ばれた。4度の2年連続MVP、9度のMVP選出は現在もプロ野球記録である。

#### 1978年 - 1980年（現役末期）
1978年1月5日に契約更改。球団との話し合いは15分と短いもので例年通りに一発更改。年俸は前年の6480万円（コーチ手数料を含む）から月額100万円アップの7680万円となった。8月30日の大洋23回戦では6回裏に34号本塁打を打ち、プロ野球史上初の通算800号を達成。9月22日の対中日24回戦で8回表に38号本塁打を打ち、プロ野球史上初の2000打点を記録。8年連続となる打点王を確保するが、本塁打は39本に終わり、本塁打王のタイトルは44本塁打の山本浩二に明け渡した。
1979年は、打率.285・33本塁打・81打点に終わり、一本足打法に切り替えた1962年以来、初めて打撃三冠タイトルを1つも取れずに終わった（ベストナインには選出）。なおこの年の王の受賞を最後に巨人の一塁手は2024年に岡本和真が受賞するまで45年間もベストナイン受賞から遠ざかっている。16年間連続で続いていたOPS1.0、100四球の記録もこの年は.980・89四球となり、衰えは隠せなかった。9月12日対阪神25回戦の8回裏に代打で登場して26号本塁打を打ち、プロ入り後初の代打本塁打を打った。
1980年、4月5日の大洋との開幕戦で、5回表にシーズン1号本塁打を打ち、オープン戦、日本シリーズ等も含めた通算した総本塁打数1000を達成。6月12日の後楽園球場での対広島9回戦の1回裏に12号2点本塁打を打ち、通算850号本塁打を達成。だが打率.236（その年の規定打席到達者の中で最低の打率）・30本塁打・84打点に終わり、ついにベストナインの選出からも漏れる。OPSも.803と一本足打法に切り替えた1962年以来では自己最低の数字であった。
10月12日、公式戦126試合目の後楽園球場での対ヤクルト26回戦の6回裏に、30号2点本塁打を打つ。これで19年連続の30号本塁打となり、記録達成後に「自分でも信じられないけんだけど、今シーズンはボールが見えたり見えなかったりの繰り返し。目がどうのこうのではなく、打つべきポイントがとらえにくくなったということです。ポッといいときがあっても、そのタイミングが次につながらず、打てる気がしなかった」と自己分析した。そして、年齢による衰えを指摘する周囲の声に対し、「人は笑うかもしれないけど、来年も40本を目指す」と現役続行に意欲を見せていた。長年使用してきた圧縮バットが翌年より使用禁止となったのに合わせ、白木のバットでの打撃練習も始めたという。しかし、結果的にはこの試合の本塁打が現役最後の本塁打となった。
なお、2024年になって王はNHKの番組インタビューにおいて、これまで伝えられていた話と異なり9月中旬の段階で引退の決意をしていたと述べている。

### 突然の引退と助監督就任
10月21日、巨人は監督の長嶋茂雄が辞任し、新監督に藤田元司が就任すると発表。なお、前述の2024年のインタビューによれば、長嶋の監督辞任会見の会場は本来は王の引退会見を開くために確保されていた会場であったという。22日、藤田はコーチングスタッフの編成に当たり「気心の知れた巨人OBで」との方針を打ち出す。王に対しては選手兼任での助監督を構想。25日、NHKにて会談し就任を要請。王は「二十二年間ユニフォームを着た巨人が新たなスタートを切ったのだから、いかに巨人を強くするか、協力させてもらいます」と就任を承諾。王は22日、フジテレビにてジャック・ニクラスとの対談の番組収録を終えた後記者会見し、「来季も現役でやりたいという気持ちは、現時点でいえば十分」と現役続行を明言していた。
ところが、11月4日、現役引退と助監督就任を発表。引退した理由を訊かれ、「口はばったい言い方だが、王貞治としてのバッティングができなくなったからです」と答えた。王は引退を決意した瞬間について、「その年（1980年）の後楽園球場での中日との試合で、先発した戸田（善紀） 君の球がものすごく速く見えた。前の自分なら打てるはずの球が打てなくなったので、『ああ、俺ももう御仕舞いかなあ…』と思ったんだよ」と語った。公式戦の最中、試合中に近藤唯之ほか複数の記者から王が当時流行していたルービックキューブを回す姿を目撃しており、近藤はこの王の姿を見て「王はもう燃え尽きたんだ」と思ったという。また、王は「本当は1000本打つまで現役やりたかった。756号を境に周囲の目、環境、生活が一変してしまった。アーロンが755本で終わらずに900本も打ってくれていればなぁ」とも語っている。
引退表明から4日後の11月8日にナゴヤ球場で行われたセ・リーグ東西対抗戦では、1本塁打を含む4安打と活躍し、MVPに選ばれ、引退を惜しませた。同試合後、この年限りで引退する中日の高木守道と肩を組んでファンに手を振った。
11月16日、藤崎台県営野球場（熊本）で行われた対阪神・秋季オープン戦の最終打席にて、ライトスタンドへ本塁打を放った。三塁を回ったところで阪神の選手たちがベンチを飛び出し、王は1人ずつと握手を交わした後にホームイン。これが最後の打席・最後の本塁打となった。
引退セレモニーは11月23日のファン感謝デー・イベントの最後に行われた。ピッチャーマウンド上のマイクで挨拶があり、挨拶終了後に自ら左打席にバットを置き、そのまま歩いて一塁ベース上にはファーストミットを置きに行って、同時に引退となる高田繁を呼び、挨拶を行うように呼びかけた。この引退時のパフォーマンスは山口百恵のそれを取り入れた、といわれている。この時、堀内恒夫を投手として招き、正真正銘の最終打席を行った。結果は、堀内のストレートにより、空振り三振に仕留められた。また入団時のポジションである投手に戻って堀内と勝負したが、こちらも堀内にレフトに本塁打を浴びた。
現役引退の翌1981年以降、選手時代の活躍を讃え、後楽園球場が閉場となる1987年まで1番ゲートは「王ゲート」と称された。また閉場の際、選手時代に巨人軍の一塁手として活躍したことから、同球場の一塁ベースも寄贈されている。東京ドームとなって同ゲートの名前は一旦無くなったが、1998年に開場10周年を記念して同球場で1番ゲートは「王ゲート」として復活し、現在に至る。

### 監督時代

#### 巨人助監督・監督時代
1976年から1980年まで選手兼任コーチ、1981年から3年間巨人助監督を務め、監督・藤田、ヘッドコーチ・牧野茂とのトロイカ体制で1981年の日本一、1983年のリーグ優勝に導く。11月8日に藤田からバトンを受け継ぎ、第11代監督就任。しかし、前年リーグ優勝したチームを受け継ぎながら3年間優勝から遠ざかり、監督としての資質に疑問を呈する声がファンや評論家からあがる。また、1985年には自身の本塁打記録に後1本に迫ったランディ・バースに対する敬遠攻めを止めなかったことに対する非難を受けたりもした。
監督就任4年目、主砲・原辰徳が開幕直前に肉離れを起こして開幕に間に合わず、落合博満を中日ドラゴンズが獲得するなど、チームはかつてない危機を迎えていた。しかし、中日との開幕戦での西本聖の完封勝利で1987年のシーズンが幕を開ける。またウォーレン・クロマティを4番に据え、抑えに回った鹿取義隆と、2年目19歳のエース桑田真澄、復活した江川卓を軸に若手投手陣は躍動する。攻撃面も打撃ベスト10に篠塚利夫、吉村禎章、中畑清、復帰した原とクロマティの5人が3割を記録した強力打線であったため、終わってみれば独走でのリーグ優勝であった。しかし、日本シリーズで西武ライオンズに2勝4敗で敗れ日本一にはなれず、「巨人の監督」としての手腕はあまり高くは評価されなかった。
また1987年の優勝は、巨人の試合がなかった日に決定（2位の広島が敗れた）したため、宿舎で胴上げが行われた。
翌1988年、この年から東京ドームが本拠地になる。クロマティ・吉村・前年MVPの山倉などのケガによるリタイア、江川引退からくる投手陣の衰えから優勝した中日に12ゲーム差をつけられ2位に終わる。監督業5年間で、リーグ優勝1回を含むAクラスを保持したもののフロントから責任を問われる形で9月29日に辞任（事実上の解任）が発表され、藤田が再度バトンを受け継いだ。背番号1は選手時代の功績が讃えられて巨人の永久欠番に指定された。
1991年以降は、NHKの野球解説者を務めた。西武、ヤクルト、日本ハム、横浜など複数の球団から監督就任を打診されながら世界少年野球推進財団の仕事を理由に断っていた。

#### ダイエー・ソフトバンク監督時代
1994年10月12日、福岡ダイエーホークスの監督に就任。巨人の監督を勇退してから野球のユニフォームを着なくなるにつれ、寂しく思うようになり、この時期に根本から誘われたのが切っ掛けだと述べている。この年チームは4位ながら貯金9と躍進しており、1995年は大物助っ人のケビン・ミッチェルや、西武ライオンズから工藤公康・石毛宏典が加入するなど期待は大きかったが、故障者続出などにより借金18の5位に終わる。
翌1996年5月9日、日生球場で行われた対近鉄戦では、この頃最下位を走るダイエーファンから、王や球団代表・瀬戸山隆三を強烈に批判する内容の横断幕が掲げられた。試合は初回、秋山幸二の本塁打で先制したものの、先発の吉田豊彦が逆転を許し、9回表に吉永幸一郎の本塁打で1点差まで迫るが、2-3で近鉄に敗れた。
その後球場から出てきたナインの乗ったバスに、「お前らプロか?」と言う罵声を皮切りに次々と生卵がぶつけられる事件が勃発した（いわゆる「生卵事件」）。この時、王は「我々が卵を投げ返すのは簡単だが、これをファンの意見と取るならば、勝つことしかないんだよ」とコメントした（この試合は、日生球場で行われた最後のプロ野球公式戦である。それから10年後の2006年5月9日、日生球場の跡地で「生卵事件を偲ぶ会」を当時の近鉄ファンとダイエーファンが行っている）。
巨人監督を辞任する際にV逸の責任を「球団フロントから問われた」のとは違い、「チームのファンから」心無い仕打ちを受けるという、スター街道を進んできた王にとっては今まで味わったことのないほどの耐え難き屈辱を受ける時期が続いた。王はそれらに対し、ひたすら「俺は辞めない」「我々は勝つしかない。勝てばファンも拍手で迎えてくれる」と発言しながら耐え忍び続けた。
1998年は、かつてのチームメイト・黒江透修を助監督に迎え、シーズン残り5試合まで優勝の可能性を残す奮闘を見せる。その5試合には全敗したものの、オリックス・ブルーウェーブと同率で21年ぶりのAクラスとなる3位に入った。
1998年オフに尾花高夫投手コーチの招聘で投手陣の整備が進み、1999年の開幕前に根本陸夫球団社長の「お前達、何を構えてるんだ。この人は、今では『世界の王』と言われているが、昔はラーメン屋のせがれだったんだ。お前達と何も変わりゃしない。そう思ってやりなさい」という言葉で王とコーチ・選手の溝が埋まった、といわれる。王も「選手というのは想像以上に俺の顔色をうかがっている。だから俺もあまり難しい顔をせず、選手が失敗を恐れず、のびのびできるようにしないと」と選手に歩み寄る発言をした。
団結した力が実を結び、1999年に球団創設11年目にして初のリーグ優勝、さらに中日との日本シリーズも制し監督として初の日本一になった。両リーグ優勝監督は三原、水原、広岡、野村に次いで5人目。翌2000年はリーグ優勝してV2を成し遂げるも日本シリーズで敗退するが、2003年はリーグ優勝、日本シリーズも制し再び日本一に輝く（日本一になった年の対戦チームの監督はいずれも星野仙一であった）。1999年の日本一時は同日に偶然ZONEでダイエーホークスを取り上げておりエンディングでは日本一と胴上げのシーンが挿入された。
2000年の日本シリーズは長嶋茂雄が監督を務める巨人との「ON監督対決」として注目された。
2001年には近鉄のタフィ・ローズが本塁打記録に並び、王は試合前の練習の際に直接ローズに対して本塁打新記録達成を望む声を掛けた。ローズは記録更新に挑んだが、ホークスはコーチの主導によりローズを敬遠して阻止しており、これを止めなかったとして再び非難された。
2002年のドラフトで、多田野数人のスキャンダル（詳細はこちらを参照）が発覚して横浜ベイスターズに指名回避された多田野を事実を知った上で獲得しようとし、球団社長・高塚猛もGOサインを出したがオーナー・中内正の強い反対にあって実現はしなかった。この年には、西武ライオンズのアレックス・カブレラが本塁打記録に並んだが、ホークスは敬遠攻めを行った。正確には、5打席中四死球は3打席だったが、残る2打席のうち1打席はボール球をカブレラが強引に振って当てたものだった。
2003年は前年の秋山引退や若田部健一の移籍があり、開幕直前に精神的支柱であり主砲の小久保裕紀が大怪我でシーズン絶望と判明するも、前年のドラフト自由獲得枠の和田毅・新垣渚の両投手が大車輪の活躍をし、斉藤和巳の20勝や村松有人・川﨑宗則の打棒開花などでかえって戦力の底上げが実現した。打撃コーチに新井宏昌を招聘した。
2004年6月7日の対日本ハム戦で監督通算1000勝を達成。監督就任11年目となる2005年1月28日、ホークスのソフトバンクへの正式譲渡と同時に取締役副社長兼GM・監督に就任し、就任間もない時期からは考えられないほどの長期政権となった。
なお、指揮を取るホークスは2003年から3年連続レギュラーシーズン1位となったが、パ・リーグにおけるプレーオフ制度導入となった2004年、2005年と2年連続でプレーオフ第2ステージで最終戦まで行きながらも2004年は西武ライオンズに、2005年は千葉ロッテマリーンズにリーグ優勝を譲っている。
2005年オフ尾花が退団し、後任の投手コーチに二軍投手コーチの杉本正が就任した。

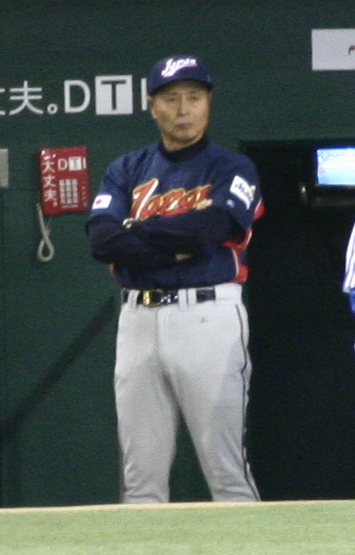
第1回WBCにて
（2006年、東京ドームにて、当時65歳）

10月10日に翌2006年3月開催の「第1回 ワールド・ベースボール・クラシック」日本代表の監督に就任。3月21日の決勝戦でキューバを10-6で破り、日本を初代チャンピオン（世界一）へと導き、監督としても「世界の王」となった（決勝戦のテレビ中継の実況も「世界のホームランキングが、世界最高の監督になりました!」と実況していた。）。
この偉業が讃えられ、2006年12月12日、毎日スポーツ人賞の感動賞をWBC日本代表チームと共に受賞した。12月20日、日本プロスポーツ協会からWBC日本代表として日本プロスポーツ大賞を受賞した。また、個人として日本プロスポーツ特別賞も同時に受賞している。なお、WBC期間中のオープン戦の監督代行は、チーフ兼内野守備走塁コーチの森脇浩司が務めた。
2006年7月5日の対西武戦後に記者会見を開き、胃に腫瘍ができていることを発表。翌日より胃の上部に生じたがんの治療のためチームを離れ休養に入った。監督代行はWBC開催時同様、森脇が務めた。
術前診断は粘膜下層までの浸潤、1群リンパ節転移。7月18日、慶應義塾大学病院で腹腔鏡下に胃全摘・Roux en Y法再建と2群までのリンパ節郭清が行われた。8月2日に退院・記者会見。ファンを大切にする王らしく「みなさんの激励に支えられて生還できた」と喜びを語った。なお、術後の病理診断結果は公表されていない。
2006年9月29日、福岡ドームで行われたホークス2006年最終戦セレモニーに出席し、85日ぶりに公式の姿を現した。
2007年春の宮崎キャンプから監督業に復帰した。2007年シーズンは3位で、クライマックスシリーズでも第1ステージで敗退。試合終了後、選手達へ「来季はラストシーズンのつもりでいる」と、成績次第で2008年シーズン限りの退任を示唆した。

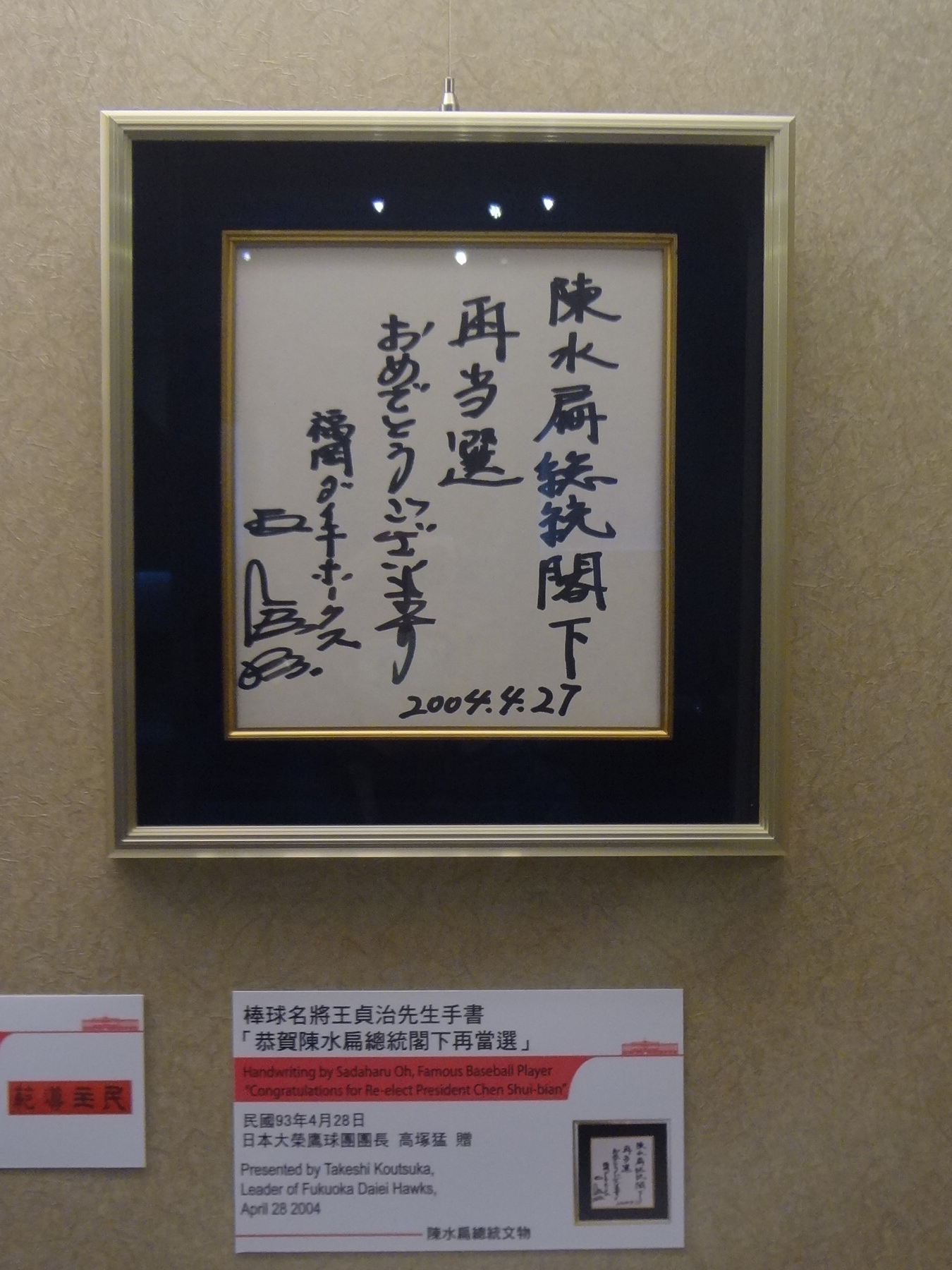
中華民国歴史博物館に展示されている陳水扁総統の文物。2004年4月27日の陳の総統再選を祝うために王が書いた署名板

2008年5月6日、陳水扁総統より、無任所大使に任命される。なお、2001年にも無任所大使に任命されている。
同年7月8日の西武ドームでの対埼玉西武ライオンズ戦で、西武捕手の細川亨のブロックが走塁妨害だとして、5分近くにわたる審判団への抗議を行い、もし遅延行為と認められた場合は現役・監督時代通じて初の退場処分になると心配されたが、杞憂に終わった。王は「あんなラフプレーはいかん。世界中にあの映像を流してもいいくらいだ」と激怒したが、これは前年にも対西武戦で多村仁が同じく本塁上のブロックを掻い潜る際に負傷していただけに、警戒感が高まっていたからだといわれる。
7月26日に史上8人目となる監督通算1300勝を達成。しかしこの年は北京オリンピックに強行出場をした川崎が疲労骨折するなど選手の故障が相次ぎ、チーム防御率は5位に低迷し、救援防御率も12球団最下位の4.42、シーズン終盤の9・10月には27戦で21敗という大失速をし、12年ぶりの最下位という不本意な結果となった。この終盤での低迷が王自身に監督退任を決断させる一因となった。
9月23日、試合終了後に記者会見を開き、体力的な問題を主な理由にシーズン終了で監督職を退くことを表明した。「50年、いい野球人生でした。50年間ひとつの道にこれだけどっぷりつかって、心をときめかせて68歳までやれたことは、とても幸せでした」と述べた。10月7日、シーズン最終戦となるKスタ宮城での対楽天戦が最後の試合となった。この日の天気予報は雨。対戦相手の楽天・野村克也監督（当時）は「今日は涙雨やな」、王自身は「俺に涙雨ってのは似合わないよ」とコメントした。試合終了後には「勝負師としては最後を飾れず残念」、「野球好きな僕にふさわしく、12回もやれた。その点では良かった」と語った。試合後には敵地にもかかわらず王の引退セレモニーが行われ、現役時代からライバルであった楽天・野村監督から花束の贈呈を受けた。
監督としての通算記録は、2507試合で1315勝（プロ歴代8位）1118敗74分となった。勝利の内訳として巨人時代は347勝、福岡時代は968勝。2020年現在、日本プロ野球において存命人物として最多の監督通算勝利数である。

### 監督退任後

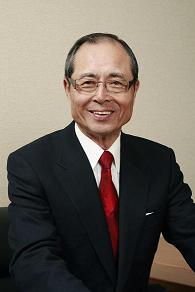
文化功労者顕彰に際して公表された肖像写真
（2010年11月撮影）

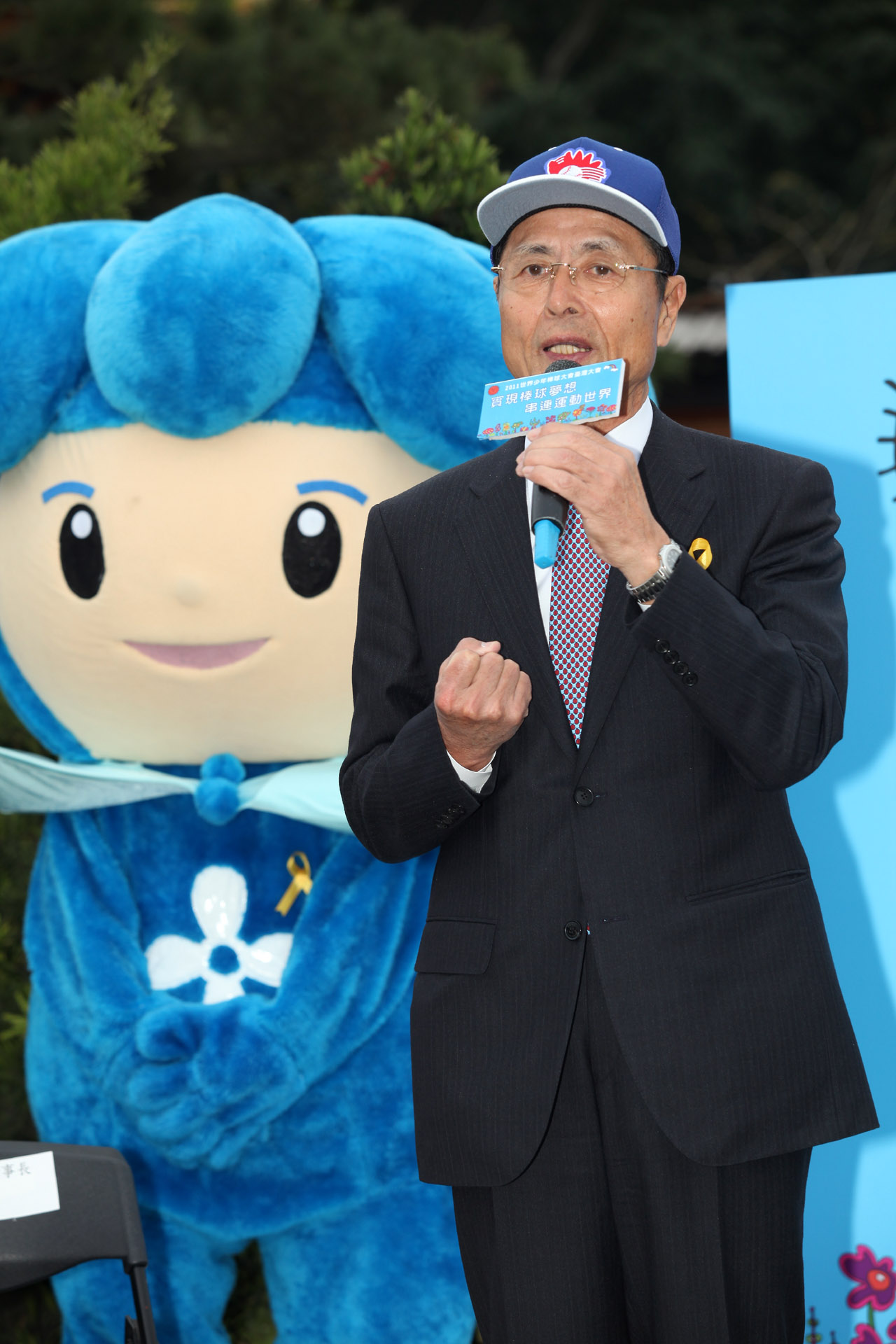
世界少年野球推進財団の理事長として「台北国際花の博覧会」を表敬訪問
（2011年3月18日）

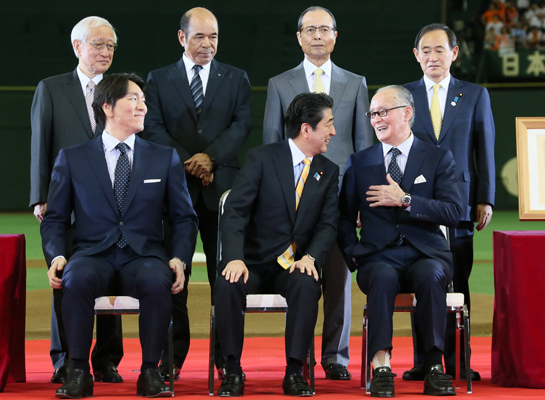
東京ドームで長嶋茂雄及び松井秀喜の国民栄誉賞授賞式にて
（2013年5月5日撮影）

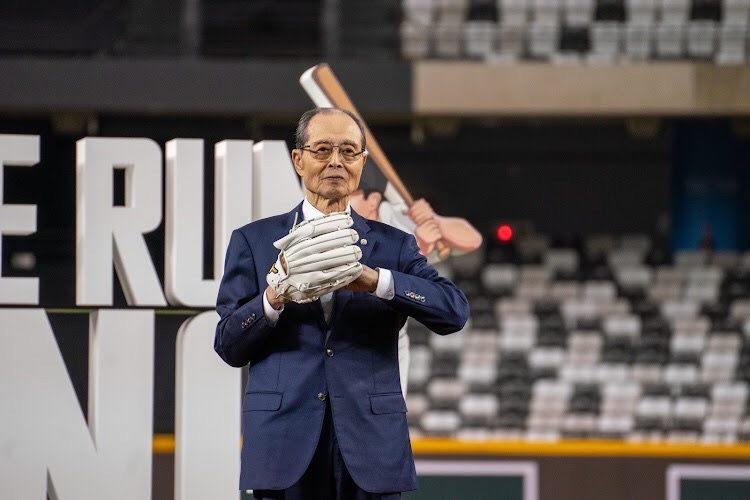
2023年12月2日、台北ドームで同年のアジア野球選手権大会に向けて開催された始球式にて

監督退任後、2008年10月8日ソフトバンク球団取締役最高顧問に就任、2009年1月1日から球団取締役会長に役職変更。2009年の第2回WBC日本代表では監督相談役を務めた。松田宣浩が開幕戦で右手中指を骨折し全治2か月と診断され、チーム編成を再考することを余儀なくされた。そこで球団会長の王が「開幕ロースター漏れの選手よりも、日本球界が分かっている外国人選手のほうがいい」と提言しメキシコリーグでプレーしていたホセ・オーティズの獲得が決まった。オーティズはシーズン途中の加入ながら打率.282・20本塁打・74打点と結果を残した。
2008年12月7日には長嶋茂雄の後任として読売巨人軍OB会の会長に選出され、2009年12月13日には金田正一の後任として名球会の会長に選出された。
2009年9月21日、東京都内の病院で腸閉塞、胆嚢摘出手術を受けた。
2010年1月5日、ソフトバンク球団に新設された「編成委員会」の副委員長に就任（委員長は笠井オーナー代行）。編成の陣頭指揮を執ることとなる。同年7月3日、福岡 Yahoo! JAPANドーム内に王の功績を称える記念館「王貞治ベースボールミュージアム」が開館。同年10月26日、多年に亘る野球界への貢献などにより平成22年度、文化功労者に選出された。
2012年5月22日、出身地・東京都墨田区にオープンした東京スカイツリーの開業セレモニーに出席し、テープカットや挨拶を行った。
2013年、東京ヤクルトスワローズのウラディミール・バレンティンがシーズン本塁打記録を更新しそうになると、過去のバース、ローズ、カブレラの敬遠の件がニュースに取り上げられたが、残り試合数が多かったこともあり、56号本塁打を達成し、最終的に60本塁打のシーズン本塁打記録を達成した。
2015年1月、台湾の野球殿堂・台湾棒球名人堂に選出され、11月、台湾にて表彰式が行われる。
2016年11月、台湾で行われた台湾OBとの試合に出場した。
2018年5月30日、一般女性（当時60歳）と再婚し、翌6月1日に報道発表を行った。
2021年8月7日、2020年東京オリンピックにおいて正式競技に復帰した野球で日本が全勝優勝を果たし金メダルを獲得した際、野球日本代表の特別顧問を務める王は「僕は野球が国技だと思っている。五輪の金メダルというのは特別。これまでチャレンジしながら取れなかったものを、自国開催で取れたのは本当に嬉しい」と述べた。
2021年10月29日、取締役会長に加え、特別チームアドバイザーを兼務することを発表し、王は会見で、「監督・コーチとの接触を含め、選手たちにも今まで以上に気がついたことを色々と声をかけていきたい」と語った。

## 選手としての特徴
王は本塁打を打っても大はしゃぎするようなことが無かった。これは高校時代、本塁打を打ってホームベース上で喜ぶ王を見た兄の鉄城に「打たれた相手のことを考えろ」と叱られたことが影響している。それ以来、王は本塁打を打っても喜ぶそぶりをしなくなったという。このことについては後に鉄城は「高校生なんだからもっと素直に感情を出させてもよかった。申し訳ないことをした」と語っている。なお、1971年の日本シリーズ第3戦の逆転サヨナラ本塁打で手を叩き飛び跳ねたなどの例外はある。また、715号や756号の際に「バンザイ」を見せたが、これはコーチの国松彰に「いつもホームランを打っても淡々と回るだけなんだから、こんな記録の時くらい何かパフォーマンス見せたらどうだ」と言われ、パフォーマンスに慣れていない王が苦肉の末やっとの思いで考えたものだったという。
若いころは指導を積極的に受けていたが、実績が出来るようになってからは野球に対してプライドが高くなり、打撃が不調のときに他人から助言されても、「俺より打ってる人の言うことなら聞くけどね」と、たとえ相手が年長者でも聞き流していた。絶対的な存在である川上哲治監督の「そんな不安定な打ち型（一本足打法）は止めて、基本の二本足に戻したらどうか。君の力量なら充分4割も狙える」との提案に対し、一本足打法に絶対の自信を持つ王は断ったという。また、選手生活晩年の長嶋が周囲に打撃について聞き回っている姿を見て、「何であんなに才能のある人が簡単に人の言うことを聞くんだろう? 打つのは自分なんだから、ほいほい人の話を聞き入れていたら、かえって選手生命を縮めるのでは」と不思議がっていたという。一方、川上は、自分の助言をすんなり吸収する長嶋のほうが頑固な王より打撃の極意に近いものを得ただろうとの評価をしている。
しかし、同時代にパ・リーグで活躍していた野村克也は「王は常に謙虚でまわりを気遣う紳士であり、特に弱い立場の人への配慮を欠かさないところがあった」と褒め称えている。
また、著書ではスパイ野球（サイン覗き）が流行していた昭和40年代、巨人でもサイン覗きが行われており、当時巨人からトレードで来た相羽欣厚から聞いた話として、ONの長嶋ですら「内角のシュートが来るときだけ教えてくれ」と言っていたのに対し、王は「一切、教えてくれなくていい」と応じたという。野村は「サインなど盗んで次のボールを事前に知らなくても対応できるほどの優れたバッティング技術を持っていたということだろう。もしかしたら正義感の強い王だけに「スパイ行為」自体を嫌っていたのかもしれない。私は相羽からこの話を聞いて、王の確かな技術力と人間性のすばらしさにあらためて感心したものだ」と語っている。
練習に関しては人の話を聞かない頑固者であった一方、誰よりも練習していた選手として定評があり、このことを野村も「長嶋と王の練習姿は誰もが見習った」と称している。
他チームの人間とも分け隔てなく接しており、相手チームの選手であっても打撃について話し合い、また助言することもあったという。
野村は、王の打撃について「配球を読むとか、球種を読むとかということは一切ない。来た球を打つ。理想的な打者ではあるけれど、真っ直ぐしか待っていない。」「一番強いコースは外角いっぱいとど真ん中のちょうど中間あたり。」「誰しも「ホームランバッター＝内角は危ない」という頭があるから、王のようなホームランバッターに対しては外角中心の配球となる。しかし、それでは王の思うツボ。」「そのためセ・リーグの投手は外角中心に攻めていき、少し中に入ったところを痛打される傾向にあった。」などの分析を披露し、王の好成績は当時の強打者対策に関する先入観も一因であったことを挙げていた。
ウォーレン・クロマティは2019年の記事で、日本人打者歴代1位に王を挙げており、その理由として一本足打法なら変化球や剛速球、内角攻めに十分対応できるとしている。
バッティングの調子が悪いとグラウンドを走りこんで調整していたと張本勲は発言している。
堀内恒夫は「うまいですよ。王さんなんて最高じゃないですか。黒江さんがショートで生きたのは、王さんが生かしたようなもんですよ。ショートから投げるボールがスライドしたりシュートしたり落ちたり、すごかったですから。簡単に捕れたんですよ。王さんと5年前（2019年）に話したとき「クロちゃんのボールは俺じゃなきゃ捕れない」って言ってたから。」と述べている。

## 監督としての特徴
川上哲治を最高の監督と評しており、「プロ野球人の心構えを教えていただいた。9連覇は川上監督でなければなし得なかったと言い切れます。勝利への執念の結晶。笑顔の川上さんの写真を見て、いかに偉大だったか知りました」と述べた。川上から勝利への執念を学び、自らの監督時代に、「一番勝ちたいのは俺なんだ」という川上の言葉をよく使ったという。

## 人物

### 人柄・性格
真摯で誠実な人柄で知られ、夫人の葬儀に参列した全ての人物に直接電話し感謝の言葉を述べたという。葬儀に参列した金村義明の談として、「まさか自分のところに王本人から電話がかかってくるとは思わずにいた。が、不在中に王からかかってきた電話に出た三男（当時3歳）が『ママ、“ダイエーのおう”から電話!!』と受話器を塞がず大声で取り次いだため、妻が電話口で平謝りした」というエピソードを披露している。
現役時代から道具を丁寧に扱うことで知られており、同じミットを10年以上も使い「新しいものだとゴワゴワしてて慣れるまでに時間がかかる」と自ら裁縫してまで使い続けた。一方で、試合で本塁打を打ったバットについては比較的気軽に知人にプレゼントしていた。有名なところでは、八代亜紀に（「やしろ」つながりで）846号のバット、徳光和夫に868号のバットを贈った例などが知られている。
律儀な性格で、ファンレターや年賀状の返事は必ず書いていた。キャンプ地や優勝旅行先に持ち込んだハガキやふせんの量は、数万通とも言われている。1960年、初めてオールスターに出場した年に札幌市立山の手養護学校の生徒からファンレターが送られたが、当時すでにスター選手だった王は大量に来るファンレターの1通として読み流してしまい、後からその学校のことを知り、後悔したという。これ以後、王はファンレターを必ず丁寧に読むようになった。なお、王は翌1961年以降、巨人の監督を退任する1988年まで毎年札幌遠征の際、必ず山の手養護学校を訪問した。
ただし、若い頃は門限破りの常連で銀座や赤坂のクラブ通いをした時期もあった。王自身も後に、「高校出立ての体力でお金があって、綺麗なシャンデリア、美しい女性、おかしくならないわけ無いじゃないですか」と述懐している。ただし、荒川コーチに「お前、本当に上手くなりたいのなら、今日から3年間、酒・タバコ・女全部やめて俺のところで練習しろ。その代わりその3年の後は10年遊んでも、プロとして飯が食えるようになるからな」と言われ酒・タバコを禁止されてからは、完全に改心している。
また、若い頃は自動車の運転が乱暴で、スピード狂といってもいいくらいだった。ある記者が初めて王の運転する車に乗る際、夫人から「気をつけて下さいね」と声をかけられ、その時は王に対しての言葉だと思っていたが、高速道路で鼻歌を歌いながら猛スピードで車を抜き続ける王の運転から、王の助手席に乗る自分への気遣いの言葉だったと後に気付いたという。ただし、756号本塁打を打ち国民栄誉賞を受賞してからは、交通ルールを遵守しているという。ホークス監督就任後、テリー伊藤（早稲田実業での王の後輩にあたる）に「巨人にいた頃は、いくら車が走っていなくても、横断歩道のない所で道路を渡るなんてできなかった」と語っている。
澤宮優の著書『打撃投手』によると王は打撃投手にも非常に親切で、長年王専属の打撃投手を務めていた、同い年の峰国安が打撃投手を辞めて退団（大洋ホエールズコーチ就任）することになり、1974年に来日したハンク・アーロンとのホームラン競争での王への投球が引退の場となった。ホームラン競争の後、峰が引退の記念に王のサインを頼んだところ王は「それなら一緒にアーロンのサインももらったらどうだ」と言い、アーロンの控え室に行き彼も快く応じて、王とアーロンのサインを寄せ書きで3枚もらったという。この他にも、王は「俺は禁酒するから、車に入っているウィスキー、君が飲んでくれないか」と酒の入ったケースを渡したり、「これは正月の餅代といったらあれだけど僕の気持ちだ。今まで僕のために投げてくれてありがとう」と札束の入った封筒を渡したり、礼を尽くしたという。
王がプロ3年目に知り合った心臓病の野球少年に「僕もホームランをかっ飛ばす選手になるから、君も早く元気に野球をやれるように頑張れ」と励まし続けた。しかし、その少年は13歳の若さでこの世を去ってしまう。この少年の両親が東京都品川区の海徳寺に、息子を悼んでバットを持った地蔵を建立し、王も現役時代、シーズンが終わると毎年のようにこの地蔵にお参りしていた。そうしたことからこの地蔵をいつしか「ホームラン地蔵」と呼ぶようになったという。
運動量が多いため一般人より食べる量が遥かに多いと言われるプロ野球選手の中でも、並外れた大食漢として大変有名である。選手時代はおやつ代わりにラーメンやカツ丼を平らげ、夜食に餃子を何人前も食べたりしていたという。昼食が済むとすぐに夕食のことが気になるほど、食べることへの執着は凄いものであった。監督時代は若手選手たちが飯を食べる様子を見て「なんだ、今の若いのは全然食べないんだな」と小食化を嘆いていたという。同じく大食漢として知られる川上哲治が唯一敵わなかった相手が王で、食べ比べた際に「これはかなわん」と降参したという。酒も非常に強く、数多く王が挑んだ飲み比べで負けた相手は大鵬幸喜ただ一人だったという。
胃がんの手術をした際に体重が減った上に一度に物を多く食べられなくなり、もともとの大食漢ぶりや福岡に来てからの食道楽を意識してか退院会見の際、「痩せたね」と体重が減って喜んでいるような発言をした。
2019年時点でも若手の活躍をチェックしており、中田翔にアドバイスを送っている。
先述にもあるように荒川の家で指導を受けていたころはありえないペースで畳がすり減り、畳も買い替えたが、これにヒントを得たメーカーがスポーツ畳の開発に着手して開発されたという逸話がある。

### 趣味
生家が中華料理屋であるため、中学生になってからは店の厨房で自らラーメンを作って食べていた。
また、正月に箱根駅伝を沿道で観戦し、駆け抜けていく選手たちに声援を送ったこともある。

### 国籍
前述のように、現在の国籍は中華民国籍である。かつて中国大陸の政権与党は中国国民党であり、国号を中華民国としていた。当時、王を含めた中国内外に住む中国人（華僑・華人）はみな中華民国籍であった。中国国民党は第二次世界大戦後に中国共産党との覇権争いに敗れて台湾に逃亡し、台北に事実上の首都を遷すが、1971年に国連を脱退し日本を含めた国際社会の多くの国々から国家承認を取り消された。
本人は自らの知名度を政治的に利用されることを嫌い、世界中の多数の国家により正式な国家として承認された中華人民共和国や、自身が生まれ育った日本の国籍に利便性のために帰化することをよしとしないことなどから、現在も中華民国籍としている。王の娘は、理恵が父にならって未だに中華民国籍のままであることを明らかにしている。
なお、王を「台湾人」と誤って表現されることがあるが、これは国籍上中華民国籍であることに加えて「台湾」と「中華民国」が混同されやすいことが誤解の理由である。実際に王家の祖籍は中華人民共和国実効支配下の浙江省であり、台湾島とのゆかりは全くない。
ただし、2006年の第1回WBC優勝の際、海外メディアから「あなたは日本人ですか?」と質問された王は、「父は中国人だが、母は日本人です。私は生まれたときより日本で育ち、日本の教育を受け、日本のプロ野球人として人生を送ってきました。疑うことなく日本人です」と答えている。

### 交友関係
野球界以外にも広い人脈を持ち、歌手の美空ひばりとは「義姉弟」（王の本人談）という程、肝胆相照らす仲であった。ひばりが死去した1989年6月24日、王は台湾に出掛けており、その日の夕方に新東京国際空港へ帰日した際、報道陣からひばりが死去したことを聞くと「それは本当か」と言って絶句した。7月に行われた本葬では、王が弔辞を読んでいる。
大相撲の横綱・大鵬幸喜とは同じ1940年の5月生まれ（王のほうが誕生日が早い）であり、巨人軍球団指定接骨師だった吉田増蔵が経営していた吉田接骨院の患者同士で知り合って以来、長年に亘り親交が深く、休日に二人で夜通し酒を飲み明かしたこともある。大鵬の通夜で、王が弔辞を読んでいる。
プロゴルファーの鷹巣南雄とは50年以上にわたり親交があり旧知の仲。鷹巣の紹介で青木功とも親交を持つ様になる。プロゴルファーとして鳴かず飛ばずで何年かを過ごしていた青木は「王さんをスポーツ選手の鑑にする」と王を手本として日々を過ごすと、1971年に関東プロで初勝利、その後は王さんと同じように、「“世界”の青木」というニックネームを頂くまでになったと青木は語る。2010年には青木とともに、ザ・レジェンド・チャリティプロアマトーナメントの大会実行委員として参画している。
政治家の二階俊博とも40年以上にわたり親交があり旧知の仲である。
ルーツが共通する（日本の華僑）作家陳舜臣の著作も読んでいるらしく、陳の死去した翌年の2015年に新装版として講談社文庫から出た陳舜臣『阿片戦争』（全四巻）の第一巻の初版の帯に「陳先生の作品の中でも特に、中国の暗い時代であった『阿片戦争』は中国についての歴史認識を変えたと言っていい、好きな作品の一つでした」と帯文を書いている。
第1回WBCの際、イチローが王に対し「監督は現役時代に、バッティングが簡単だ、と思ったことはありますか?」と質問し、王は「バッティングの極意を掴んだ、と思ったら逃げていく、その繰り返しで結局、そんなことは一度もなかった」と答えた。イチローはこれを聞き「王監督だってそうだったんだ」と感じ、バッティングで悩むのは当然だ、と再認識でき、安心したという。

### アメリカでの評価
王の存在は、アメリカでも早くから評価されていた。1970年に行われた日米野球（サンフランシスコ・ジャイアンツ戦）では1試合2本塁打など活躍、親善試合でありながらMLBの投手が敬遠するという光景も見られた。1976年には、アメリカの代表的スポーツ雑誌である「スポーツ・イラストレイテッド」に、日本プロ野球選手として初めての表紙を飾った。
その一方で日本では「世界の本塁打王」と呼ばれたが、日本以外の世界ではあくまで「日本の本塁打王」として知られており、英語圏のニュースでは「Japanese homerun king Sadaharu Oh」として紹介される。日本でも落合信彦が『そしてわが祖国』（1995年集英社文庫）で、アメリカ人が王を本塁打の世界一と認めていないことを指摘していた。
2006年11月のアメリカ誌『タイム』アジア版において、アジア版60周年を記念して特集された、政治、ビジネスなど5分野で活躍した66人が英雄に選ばれる、「60年のアジアの英雄」の一人に選ばれた。

## 家族

### 父：王仕福

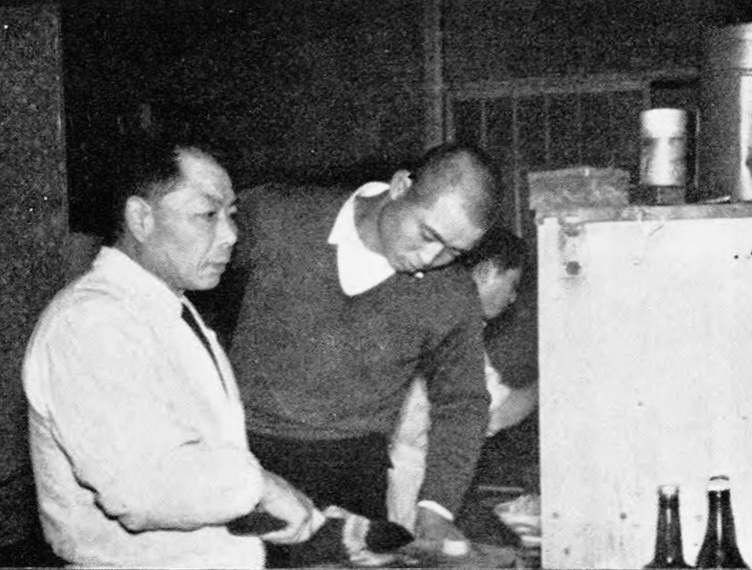
父親の王仕福（左）と

父：仕福は大陸から1人で日本に移住した天涯孤独に近い境遇であり、また外国人男性であることを理由に日本人である妻の親族や周囲の人間から正式な結婚を許してもらえなかった。そのため終戦後に正式に結婚するまでは、王とその兄弟は、表向きは王姓を名乗りつつも、法的には母親の私生児として日本国籍を保有していた。
真面目で人一倍働いた仕福は、中華料理店の2号店を出すなど事業を順調に拡大しており、本来なら王を野球の道に進ませるつもりはなく、溶接工にさせたかったという。父は1985年のシーズン中に逝去したが、訃報は広島市民球場での試合終了後に伝えられた。シーズン中かつ遠征中であり、当時巨人の監督だった責任感から王は通夜も告別式も出席しないつもりだったが、周囲の強い勧めで東京に戻って告別式に出席し、すぐに広島に戻って指揮を執った。

### 母：王登美
1945年3月10日の東京大空襲は4歳の時であったが、「母の背中に背負われながら逃げ回り、夜空が真っ赤だったことを憶えている」ことを語っている。
母：登美は、自著の中で「無学の上に特別な才能も何もない親のもとで、ここまでやってくれて、母さんは幸せです」（『ありがとうの歳月を生きて』勁文社）と、我が子への思いを語った。2010年8月16日、肺炎のため108歳で逝去した。

### 兄：王鐵城
10歳年上の兄：鐵城は医師で、王が2006年に胃がんの手術を受けた際、自身の出身であった慶應義塾大学病院に入院させ、後輩の医師だった北島政樹に手術執刀を依頼するなど、弟の闘病を蔭で支えていた。2008年秋に体調を崩し、12月20日に呼吸不全にて78歳で逝去した。王は「私の父親代わりだった」と兄：鐵城の死を悼んだ。

### 先妻：小八重恭子、娘たち

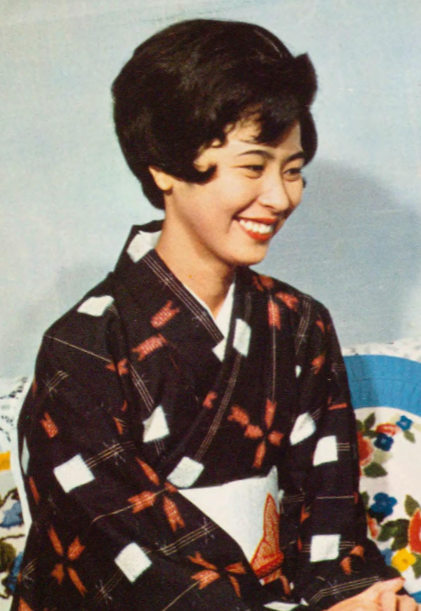
先妻の小八重恭子（1966年）

1966年12月1日に小八重恭子と結婚式を挙げた。恭子とのあいだに王理恵を含む三女をもうけた。「結婚して名字が変わっても、里は王家」という意味をこめて、3人とも名前に「理」という漢字が使われている。誕生はしなかったが、四女には「理奈」という名前が付けられる予定だった。
貞治の新人時代、よく練習を見に来ていた女子学生2人組の一人で、一人は快活に話す子だったが、もう一人の「大人しい子だな」と貞治が感じた女子学生が後の夫人である。妻へのプロポーズの言葉は「ドドンパはお好きですか?」だったという。家ではかなりの亭主関白であり、本当に家の仕事は全く何もしなかったというが、しつけだけは王の担当であり、礼儀作法に厳しく、娘たちが自分の言ったことに対して口答えをすると容赦なく鉄拳を振るい、鼻血が出るまで殴っていたこともあるという。そのため、娘達には「父のことはあまり好きでなかった」と言われていた時期もあったという。
夫人は2001年12月に逝去。翌2002年に夫人の遺骨が墓地から骨壺ごと盗み出され、更にその翌2003年に300万円を要求される事件に遭遇した。

### 再婚
2018年5月30日、10年来生活を共にしていた一般女性（当時60歳）と78歳で再婚し、翌6月1日に報道発表を行った。この一般女性は福岡県中洲に軒を構えていた有名料亭の女将を務めていたことがあり、王自身もこの料亭を贔屓にしていて、当該女性と出会ったという。

## 詳細情報

### 年度別打撃成績
| 年 度      | 球 団      | 試 合 | 打 席 | 打 数 | 得 点 | 安 打 | 二 塁 打 | 三 塁 打 | 本 塁 打 | 塁 打 | 打 点 | 盗 塁 | 盗 塁 死 | 犠 打 | 犠 飛 | 四 球 | 敬 遠 | 死 球 | 三 振 | 併 殺 打 | 打 率 | 出 塁 率 | 長 打 率 | O P S |
| ---------- | ---------- | ----- | ----- | ----- | ----- | ----- | -------- | -------- | -------- | ----- | ----- | ----- | -------- | ----- | ----- | ----- | ----- | ----- | ----- | -------- | ----- | -------- | -------- | ----- |
| 1959       | 巨人       | 94    | 222   | 193   | 18    | 31    | 7        | 1        | 7        | 61    | 25    | 3     | 1        | 1     | 1     | 24    | 1     | 3     | 72    | 2        | .161  | .262     | .316     | .569  |
| 1960       | 巨人       | 130   | 502   | 426   | 49    | 115   | 19       | 3        | 17       | 191   | 71    | 5     | 4        | 3     | 1     | 67    | 5     | 5     | 101   | 7        | .270  | .375     | .448     | .823  |
| 1961       | 巨人       | 127   | 471   | 396   | 50    | 100   | 25       | 6        | 13       | 176   | 53    | 10    | 5        | 4     | 4     | 64    | 3     | 3     | 72    | 7        | .253  | .358     | .444     | .802  |
| 1962       | 巨人       | 134   | 586   | 497   | 79    | 135   | 28       | 2        | 38       | 281   | 85    | 6     | 4        | 3     | 2     | 72    | 9     | 12    | 99    | 6        | .272  | .376     | .565     | .941  |
| 1963       | 巨人       | 140   | 609   | 478   | 111   | 146   | 30       | 5        | 40       | 306   | 106   | 9     | 5        | 0     | 2     | 123   | 12    | 6     | 64    | 7        | .305  | .452     | .640     | 1.092 |
| 1964       | 巨人       | 140   | 599   | 472   | 110   | 151   | 24       | 0        | 55       | 340   | 119   | 6     | 4        | 0     | 5     | 119   | 20    | 3     | 81    | 8        | .320  | .456     | .720     | 1.176 |
| 1965       | 巨人       | 135   | 575   | 428   | 104   | 138   | 19       | 1        | 42       | 285   | 104   | 2     | 4        | 0     | 3     | 138   | 29    | 6     | 58    | 7        | .322  | .490     | .666     | 1.156 |
| 1966       | 巨人       | 129   | 549   | 396   | 111   | 123   | 14       | 1        | 48       | 283   | 116   | 9     | 4        | 0     | 4     | 142   | 41    | 7     | 51    | 5        | .311  | .495     | .715     | 1.210 |
| 1967       | 巨人       | 133   | 566   | 426   | 94    | 139   | 22       | 3        | 47       | 308   | 108   | 3     | 5        | 0     | 3     | 130   | 30    | 7     | 65    | 7        | .326  | .488     | .723     | 1.211 |
| 1968       | 巨人       | 131   | 580   | 442   | 107   | 144   | 28       | 0        | 49       | 319   | 119   | 5     | 1        | 1     | 6     | 121   | 18    | 10    | 72    | 5        | .326  | .475     | .722     | 1.197 |
| 1969       | 巨人       | 130   | 576   | 452   | 112   | 156   | 24       | 0        | 44       | 312   | 103   | 5     | 2        | 0     | 8     | 111   | 12    | 5     | 61    | 7        | .345  | .472     | .690     | 1.162 |
| 1970       | 巨人       | 129   | 553   | 425   | 97    | 138   | 24       | 0        | 47       | 303   | 93    | 1     | 4        | 0     | 3     | 119   | 24    | 6     | 48    | 8        | .325  | .476     | .713     | 1.189 |
| 1971       | 巨人       | 130   | 565   | 434   | 92    | 120   | 18       | 2        | 39       | 259   | 101   | 8     | 2        | 0     | 5     | 121   | 17    | 5     | 65    | 8        | .276  | .435     | .597     | 1.032 |
| 1972       | 巨人       | 130   | 572   | 456   | 104   | 135   | 19       | 0        | 48       | 298   | 120   | 2     | 0        | 0     | 2     | 108   | 18    | 6     | 43    | 8        | .296  | .435     | .654     | 1.089 |
| 1973       | 巨人       | 130   | 560   | 428   | 111   | 152   | 18       | 0        | 51       | 323   | 114   | 2     | 1        | 0     | 4     | 124   | 38    | 4     | 41    | 7        | .355  | .500     | .755     | 1.255 |
| 1974       | 巨人       | 130   | 553   | 385   | 105   | 128   | 18       | 0        | 49       | 293   | 107   | 1     | 5        | 0     | 2     | 158   | 45    | 8     | 44    | 4        | .332  | .532     | .761     | 1.293 |
| 1975       | 巨人       | 128   | 523   | 393   | 77    | 112   | 14       | 0        | 33       | 225   | 96    | 1     | 0        | 0     | 6     | 123   | 27    | 1     | 62    | 9        | .285  | .451     | .573     | 1.024 |
| 1976       | 巨人       | 122   | 536   | 400   | 99    | 130   | 11       | 1        | 49       | 290   | 123   | 3     | 1        | 0     | 9     | 125   | 27    | 2     | 45    | 8        | .325  | .479     | .725     | 1.204 |
| 1977       | 巨人       | 130   | 570   | 432   | 114   | 140   | 15       | 0        | 50       | 305   | 124   | 1     | 3        | 0     | 6     | 126   | 16    | 6     | 37    | 14       | .324  | .477     | .706     | 1.183 |
| 1978       | 巨人       | 130   | 566   | 440   | 91    | 132   | 20       | 0        | 39       | 269   | 118   | 1     | 2        | 0     | 11    | 114   | 17    | 1     | 43    | 7        | .300  | .436     | .611     | 1.048 |
| 1979       | 巨人       | 120   | 506   | 407   | 73    | 116   | 15       | 0        | 33       | 230   | 81    | 1     | 1        | 0     | 5     | 89    | 10    | 5     | 48    | 9        | .285  | .415     | .565     | .980  |
| 1980       | 巨人       | 129   | 527   | 444   | 59    | 105   | 10       | 0        | 30       | 205   | 84    | 0     | 1        | 0     | 8     | 72    | 8     | 3     | 47    | 9        | .236  | .342     | .462     | .803  |
| 通算：22年 | 通算：22年 | 2831  | 11866 | 9250  | 1967  | 2786  | 422      | 25       | 868      | 5862  | 2170  | 84    | 59       | 12    | 100   | 2390  | 427   | 114   | 1319  | 159      | .301  | .446     | .634     | 1.080 |

- 各年度の赤太字はNPB最高、太字はリーグ最高

### 年度別守備成績
| 年 度 | 球 団 | 一塁  | 一塁  | 一塁  | 一塁  | 一塁  | 一塁     | 外野  | 外野  | 外野  | 外野  | 外野  | 外野     |
| 年 度 | 球 団 | 試 合 | 刺 殺 | 補 殺 | 失 策 | 併 殺 | 守 備 率 | 試 合 | 刺 殺 | 補 殺 | 失 策 | 併 殺 | 守 備 率 |
| ----- | ----- | ----- | ----- | ----- | ----- | ----- | -------- | ----- | ----- | ----- | ----- | ----- | -------- |
| 1959  | 巨人  | 84    | 515   | 28    | 4     | 40    | .993     | -     | -     | -     | -     | -     | -        |
| 1960  | 巨人  | 129   | 1186  | 71    | 14    | 97    | .989     | -     | -     | -     | -     | -     | -        |
| 1961  | 巨人  | 122   | 1069  | 93    | 7     | 81    | .994     | -     | -     | -     | -     | -     | -        |
| 1962  | 巨人  | 134   | 1339  | 76    | 10    | 103   | .993     | -     | -     | -     | -     | -     | -        |
| 1963  | 巨人  | 140   | 1521  | 77    | 9     | 133   | .994     | -     | -     | -     | -     | -     | -        |
| 1964  | 巨人  | 139   | 1428  | 68    | 10    | 144   | .993     | -     | -     | -     | -     | -     | -        |
| 1965  | 巨人  | 133   | 1299  | 72    | 6     | 108   | .996     | -     | -     | -     | -     | -     | -        |
| 1966  | 巨人  | 127   | 1259  | 79    | 6     | 99    | .996     | -     | -     | -     | -     | -     | -        |
| 1967  | 巨人  | 131   | 1255  | 63    | 12    | 97    | .991     | -     | -     | -     | -     | -     | -        |
| 1968  | 巨人  | 131   | 1198  | 87    | 11    | 118   | .992     | -     | -     | -     | -     | -     | -        |
| 1969  | 巨人  | 130   | 1211  | 62    | 8     | 94    | .994     | -     | -     | -     | -     | -     | -        |
| 1970  | 巨人  | 129   | 1205  | 73    | 3     | 92    | .998     | -     | -     | -     | -     | -     | -        |
| 1971  | 巨人  | 130   | 1175  | 76    | 9     | 97    | .993     | -     | -     | -     | -     | -     | -        |
| 1972  | 巨人  | 130   | 1171  | 68    | 11    | 114   | .991     | -     | -     | -     | -     | -     | -        |
| 1973  | 巨人  | 130   | 1145  | 94    | 8     | 123   | .994     | -     | -     | -     | -     | -     | -        |
| 1974  | 巨人  | 130   | 1316  | 93    | 6     | 126   | .996     | -     | -     | -     | -     | -     | -        |
| 1975  | 巨人  | 123   | 1199  | 76    | 8     | 123   | .994     | -     | -     | -     | -     | -     | -        |
| 1976  | 巨人  | 121   | 1103  | 84    | 5     | 120   | .996     | -     | -     | -     | -     | -     | -        |
| 1977  | 巨人  | 130   | 1187  | 105   | 6     | 127   | .995     | 2     | 0     | 0     | 0     | 0     | .---     |
| 1978  | 巨人  | 130   | 1159  | 91    | 7     | 121   | .994     | -     | -     | -     | -     | -     | -        |
| 1979  | 巨人  | 117   | 924   | 69    | 3     | 78    | .997     | -     | -     | -     | -     | -     | -        |
| 1980  | 巨人  | 129   | 1029  | 80    | 2     | 82    | .998     | -     | -     | -     | -     | -     | -        |
| 通算  | 通算  | 2799  | 25893 | 1685  | 165   | 2317  | .994     | 2     | 0     | 0     | 0     | 0     | .---     |

- 各年度の太字はリーグ最高、赤太字はNPBの一塁手における歴代最高
- 太字年はダイヤモンドグラブ賞受賞年

### 年度別監督成績
レギュラーシーズン
| 年 度      | 球 団                 | 順 位      | 試 合      | 勝 利 | 敗 戦 | 引 分 | 勝 率 | ゲ ｜ ム 差             | 本 塁 打                | 打 率                   | 防 御 率                | 年 齡                   |
| ---------- | --------------------- | ---------- | ---------- | ----- | ----- | ----- | ----- | ----------------------- | ----------------------- | ----------------------- | ----------------------- | ----------------------- |
| 1984       | 巨人                  | 3位        | 130        | 67    | 54    | 9     | .554  | 8.5                     | 186                     | .268                    | 3.66                    | 44歳                    |
| 1985       | 巨人                  | 3位        | 130        | 61    | 60    | 9     | .504  | 12.0                    | 157                     | .279                    | 3.96                    | 45歳                    |
| 1986       | 巨人                  | 2位        | 130        | 75    | 48    | 7     | .610  | 0.0                     | 155                     | .270                    | 3.12                    | 46歳                    |
| 1987       | 巨人                  | 1位        | 130        | 76    | 43    | 11    | .639  | -                       | 159                     | .281                    | 3.06                    | 47歳                    |
| 1988       | 巨人                  | 2位        | 130        | 68    | 59    | 3     | .535  | 12.0                    | 134                     | .268                    | 3.09                    | 48歳                    |
| 1995       | ダイエー ソフトバンク | 5位        | 130        | 54    | 72    | 4     | .429  | 26.5                    | 94                      | .259                    | 4.16                    | 55歳                    |
| 1996       | ダイエー ソフトバンク | 6位        | 130        | 54    | 74    | 2     | .422  | 22.0                    | 97                      | .263                    | 4.04                    | 56歳                    |
| 1997       | ダイエー ソフトバンク | 4位        | 135        | 63    | 71    | 1     | .470  | 14.0                    | 132                     | .264                    | 4.26                    | 57歳                    |
| 1998       | ダイエー ソフトバンク | 3位        | 135        | 67    | 67    | 1     | .500  | 4.5                     | 100                     | .264                    | 4.02                    | 58歳                    |
| 1999       | ダイエー ソフトバンク | 1位 （※1） | 135        | 78    | 54    | 3     | .591  | -                       | 140                     | .257                    | 3.65                    | 59歳                    |
| 2000       | ダイエー ソフトバンク | 1位        | 135        | 73    | 60    | 2     | .549  | -                       | 129                     | .268                    | 4.03                    | 60歳                    |
| 2001       | ダイエー ソフトバンク | 2位        | 140        | 76    | 63    | 1     | .547  | 2.5                     | 203                     | .273                    | 4.49                    | 61歳                    |
| 2002       | ダイエー ソフトバンク | 2位        | 140        | 73    | 65    | 2     | .529  | 16.5                    | 160                     | .267                    | 3.86                    | 62歳                    |
| 2003       | ダイエー ソフトバンク | 1位 （※1） | 140        | 82    | 55    | 3     | .599  | -                       | 154                     | .297                    | 3.94                    | 63歳                    |
| 2004       | ダイエー ソフトバンク | 2位 （※3） | 133 （※2） | 77    | 52    | 4     | .597  | -4.5                    | 183                     | .292                    | 4.57                    | 64歳                    |
| 2005       | ダイエー ソフトバンク | 2位 （※4） | 136        | 89    | 45    | 2     | .664  | -4.5                    | 172                     | .281                    | 3.46                    | 65歳                    |
| 2006       | ダイエー ソフトバンク | 3位        | 136 （※5） | 75    | 56    | 5     | .573  | 4.5                     | 82                      | .259                    | 3.13                    | 66歳                    |
| 2007       | ダイエー ソフトバンク | 3位        | 144        | 73    | 66    | 5     | .525  | 6.0                     | 106                     | .267                    | 3.18                    | 67歳                    |
| 2008       | ダイエー ソフトバンク | 6位        | 144 （※6） | 64    | 77    | 3     | .454  | 12.5                    | 99                      | .265                    | 4.05                    | 68歳                    |
| 通算：19年 | 通算：19年            | 通算：19年 | 2507       | 1315  | 1118  | 74    | .540  | Aクラス15回、Bクラス4回 | Aクラス15回、Bクラス4回 | Aクラス15回、Bクラス4回 | Aクラス15回、Bクラス4回 | Aクラス15回、Bクラス4回 |

- ダイエー（福岡ダイエーホークス）は、2005年にソフトバンク（福岡ソフトバンクホークス）に球団名を変更
- ※1 順位の太字は日本一
- ※2 2004年は選手会ストライキのため2試合が開催されず
- ※3・4 2004年・2005年レギュラーシーズン勝率1位ながら04年西武・05年ロッテとのプレーオフに敗退し「リーグ優勝＝日本シリーズ出場」を逃した。
- ※5 2006年、胃癌の治療のため7月8日以降55試合欠場（30勝22敗3分）。監督代行は森脇浩司
- ※6 2008年、体調不良で休養のため1試合欠場（敗戦）。監督代行は秋山幸二
- ※7 1984年から1996年までは130試合制
- ※8 1997年から2000年、2004年は135試合制
- ※9 2001年から2003年までは140試合制
- ※10 2005年、2006年は136試合制
- ※11 2007年から144試合制
- ※12 通算成績は、欠場した計56試合（30勝23敗3分）を含めない

ポストシーズン
| 年 度 | 球 団                 | 大 会 名                                      | 相 手                | 勝 敗         |
| ----- | --------------------- | --------------------------------------------- | -------------------- | ------------- |
| 1987  | 巨人                  | 日本シリーズ                                  | 西武ライオンズ       | 2勝4敗=敗退   |
| 1999  | ダイエー ソフトバンク | 日本シリーズ                                  | 中日ドラゴンズ       | 4勝1敗=日本一 |
| 2000  | ダイエー ソフトバンク | 日本シリーズ                                  | 読売ジャイアンツ     | 2勝4敗=敗退   |
| 2003  | ダイエー ソフトバンク | 日本シリーズ                                  | 阪神タイガース       | 4勝3敗=日本一 |
| 2004  | ダイエー ソフトバンク | プレーオフ2ndステージ                         | 西武ライオンズ       | 2勝3敗=敗退   |
| 2005  | ダイエー ソフトバンク | プレーオフ2ndステージ                         | 千葉ロッテマリーンズ | 2勝3敗=敗退   |
| 2007  | ダイエー ソフトバンク | パ・リーグ クライマックスシリーズ 1stステージ | 千葉ロッテマリーンズ | 1勝2敗=敗退   |

- ※ 2006年は森脇監督代行が指揮を執ったため除外。

WBC 国・地域別対抗野球大会
2006年に行われたWBC（ワールド・ベースボール・クラシック）第1回大会では、監督として日本チームを世界一の座に導く。
| 年度   | 大会名                                         | チーム名 | 勝敗 |
| ------ | ---------------------------------------------- | -------- | ---- |
| 2006年 | 第1回WBC（ワールド・ベースボール・クラシック） | 日本代表 | 優勝 |

- 1次リーグ（アジア予選）
  - 3月3日 ○ 18-2 中華人民共和国
  - 3月4日 ○ 14-3 台湾（チャイニーズタイペイ）
  - 3月5日 ● 2-3 大韓民国
- 2次リーグ
  - 3月12日 ● 3-4 アメリカ合衆国
  - 3月14日 ○ 6-1 メキシコ合衆国
  - 3月15日 ● 1-2 大韓民国
- 準決勝
  - 3月18日 ○ 6-0 大韓民国
- 決勝
  - 3月20日 ○ 10-6 キューバ共和国

### タイトル
- 首位打者：5回（1968年 - 1970年、1973年 - 1974年） ※5回は歴代4位タイ、セ・リーグ歴代2位、セ・リーグ左打者最多。3年連続はセ・リーグタイ記録。1969年はフルイニング出場での首位打者獲得（NPB初）
- 本塁打王：15回（1962年 - 1974年、1976年 - 1977年） ※最多記録、13年連続は最長記録
- 打点王：13回（1962年、1964年 - 1967年、1971年 - 1978年） ※最多記録、8年連続は最長記録
- 最多出塁数：12回（1967年 - 1978年） ※1967年からセリーグで表彰。最多記録、12年連続は最長記録、出塁率は1962年 - 1979年まで18年連続でトップだがセリーグでは連盟表彰なし(パリーグでは連盟表彰)。
- 最多安打：3回（1969年、1970年、1973年） ※当時連盟表彰なし、1994年より表彰

### 表彰
- 最優秀選手：9回（1964年 - 1965年、1967年、1969年 - 1970年、1973年 - 1974年、1976年 - 1977年） ※最多記録[157]
- ベストナイン：18年連続18回（1962年 - 1979年） ※18年連続は最長記録
- ダイヤモンドグラブ賞：9年連続9回（1972年 - 1980年） ※1972年から表彰。9年連続は一塁手部門歴代最長、9度受賞は駒田徳広に次ぐ一塁手歴代2位
  - 三井ゴールデン・グラブ レジェンズ（一塁手部門）
- 野球殿堂競技者表彰（1994年）
- 正力松太郎賞：4回（1977年、1999年、2003年、2006年） ※1977年は選手として表彰
- 国民栄誉賞（1977年）
- オールスターゲームMVP：3回（1963年 第2戦、1977年 第3戦、1979年 第1戦）
- 日本シリーズ優秀選手賞：1回（1963年）
- 日本シリーズ打撃賞：1回（1972年）
- 日本シリーズ技能賞：6回（1965年、1966年、1968年、1970年、1971年、1973年）
- 月間MVP：1回（1976年5月）
- 日本プロスポーツ大賞
  - 大賞：3回（1974年、1976年、1977年）
  - 特別賞：1回（2008年）[158]
  - 功労賞：1回（2008年）[158]
- 報知プロスポーツ大賞
  - 大賞（野球部門 セ・リーグ）：2回（1976年、1977年）
  - 特別功労賞：1回（2000年）
- ベスト・ファーザー イエローリボン賞（1991年）
- 毎日スポーツ人賞
  - グランプリ（1999年）
  - 感動賞（2006年）
  - 文化賞（2008年）
- ベストスマイル・オブ・ザ・イヤー（1999年）
- 早稲田大学推薦校友（2000年）[159]
- 中華民国三等景星勲章（2001年）[160]
- 紫綬褒章（2006、2009年）[注釈 20]
- 朝日スポーツ賞（2006年）
- 福岡県 栄誉賞（2006年）[161]
- 福岡市スポーツ栄誉賞（2006年）[162]
- 福岡県 県民栄誉賞（2008年）[163]
- 名誉都民（2019年）[164]
- 中華民国二等景星勲章（2009年）[11][165]
- 文化功労者（2010年）
- 早稲田大学スポーツ功労者（2011年）[166]
- 台湾野球殿堂 競技部門（2015年）[167]
- ゆうもあ大賞（2018年）
- 日本スポーツ学会大賞（2024年）[168]

冠
- 2004年、母校である早稲田実業学校に、「王貞治記念グラウンド」が竣工される[169]。
- 王貞治 (小惑星)[170]
- 後楽園球場で現役引退翌年の1981年から閉場の1987年まで背番号に因んで、1番ゲートは「王ゲート」と称されて、レリーフが飾られた。閉場後はいったん姿を消すが、1998年に東京ドームが開場10周年を迎えたことで再度、1番ゲートが前述と同様に称されて飾られている。

## 記録

### 初記録
- 初出場・初先発出場：1959年4月11日、対国鉄スワローズ1回戦（後楽園球場）、7番・一塁手で先発出場
- 初打点：1959年4月13日、対国鉄スワローズ3回戦（後楽園球場）、8回裏に宮地惟友から右犠飛
- 初安打・初本塁打：1959年4月26日、対国鉄スワローズ6回戦（後楽園球場）、7回表に村田元一から右越先制決勝2ラン

### 節目の記録
本塁打に関する記録は「節目の本塁打記録」を参照。
- 1000安打：1967年7月10日、対大洋ホエールズ15回戦（川崎球場）、2回表に森中千香良から右越ソロ ※史上65人目
- 1000試合出場：1966年8月24日、対広島カープ21回戦（後楽園球場）、3番・一塁手で先発出場 ※史上116人目
- 1000四球：1968年10月11日、対中日ドラゴンズ27回戦（後楽園球場）、9回裏に小川健太郎から ※史上初
- 1000打点：1969年10月6日、対大洋ホエールズ25回戦（川崎球場）、8回表に平松政次から右前適時打 ※史上7人目
- 3000塁打：1970年6月26日、対中日ドラゴンズ8回戦（後楽園球場）、8回裏に水谷寿伸から2ラン ※史上7人目
- 1000得点：1970年7月28日、対中日ドラゴンズ11回戦（中日スタヂアム）、1回表に末次民夫の適時打で生還 ※史上6人目
- 1500試合出場：1970年8月11日、対ヤクルトアトムズ16回戦（後楽園球場）、3番・一塁手で先発出場 ※史上32人目
- 1500安打：1970年10月6日、対広島東洋カープ21回戦（広島市民球場）、4回表に外木場義郎から右越ソロ ※史上27人目
- 3500塁打：1972年6月6日、対広島東洋カープ5回戦（広島市民球場）、1回表に安仁屋宗八から右越先制2ラン ※史上6人目
- 300二塁打：1972年10月7日、対阪神タイガース25回戦（阪神甲子園球場）、3回表に村山実から左翼線二塁打 ※史上11人目
- 4000塁打：1973年9月19日、対阪神タイガース22回戦（阪神甲子園球場）、1回表に上田二朗から右越先制3ラン ※史上4人目
- 1000三振：1974年4月23日、対ヤクルトスワローズ4回戦（明治神宮野球場）、8回表に浅野啓司から ※史上3人目
- 2000試合出場：1974年6月29日、対ヤクルトスワローズ13回戦（後楽園球場）、4番・一塁手で先発出場 ※史上8人目
- 1500打点：1974年7月30日、対ヤクルトスワローズ17回戦（明治神宮野球場）、5回表に松岡弘から右越2ラン ※史上2人目
- 2000安打：1974年8月4日、対阪神タイガース17回戦（阪神甲子園球場）、6回表に古沢憲司から右前安打 ※史上8人目
- 4500塁打：1975年8月16日、対大洋ホエールズ18回戦（後楽園球場）、7回裏に間柴茂有から中前適時打 ※史上2人目
- 350二塁打：1975年9月24日、対中日ドラゴンズ22回戦（中日スタヂアム）、7回表に松本幸行から左中間二塁打 ※史上8人目
- 5000塁打：1977年7月13日、対中日ドラゴンズ11回戦（ナゴヤ球場）、1回表に星野仙一から右中間へ先制3ラン ※史上2人目
- 2500試合出場：1978年6月3日、対広島東洋カープ10回戦（後楽園球場）、3番・一塁手で先発出場 ※史上2人目
- 2500安打：1978年6月27日、対中日ドラゴンズ12回戦（後楽園球場）、6回裏に戸田善紀から右前安打 ※史上3人目
- 2000打点：1978年9月22日、対中日ドラゴンズ24回戦（ナゴヤ球場）、8回表にフレッド・クハウルアから右越ソロ ※史上初
- 400二塁打：1979年5月31日、対中日ドラゴンズ7回戦（後楽園球場）、8回裏に小松辰雄から左翼へ決勝適時二塁打 ※史上6人目
- 5500塁打：1979年6月12日、対ヤクルトスワローズ7回戦（後楽園球場）、1回裏に神部年男から右翼線安打 ※史上初
- 100犠飛：1980年10月10日、対中日ドラゴンズ26回戦（ナゴヤ球場）、6回表に佐藤政夫から ※史上2人目

節目の本塁打記録
| 号数 | 記録日         | 対戦カード               | 球場           | 回    | 投手       | 結果              | 備考                               |
| ---- | -------------- | ------------------------ | -------------- | ----- | ---------- | ----------------- | ---------------------------------- |
| 1    | 1959年4月26日  | 国鉄スワローズ6回戦      | 後楽園球場     | 7回表 | 村田元一   | 右越先制決勝2ラン | 初安打                             |
| 4    | 1959年6月25日  | 大阪タイガース11回戦     | 後楽園球場     | 7回裏 | 小山正明   | 右越同点2ラン     | ONアベック第1号・天覧試合#プロ野球 |
| 47   | 1962年7月1日   | 大洋ホエールズ15回戦     | 川崎球場       | 3回表 | 稲川誠     | 右越先制ソロ      | 一本足第1号                        |
| 50   | 1962年7月11日  | 中日ドラゴンズ12回戦     | 中日スタヂアム | 8回表 | 権藤博     | 右越ソロ          |                                    |
| 100  | 1963年7月28日  | 広島カープ17回戦         | 広島市民球場   | 1回表 | 大石清     | 右中間へ先制2ラン | 32人目                             |
| 150  | 1964年7月16日  | 広島カープ22回戦         | 後楽園球場     | 7回裏 | 池田英俊   | 左越2ラン         | 17人目                             |
| 200  | 1965年9月19日  | 大洋ホエールズ20回戦     | 後楽園球場     | 9回表 | 峰国安     | 右越2ラン         | 12人目                             |
| 250  | 1966年8月18日  | 大洋ホエールズ22回戦     | 川崎球場       | 4回表 | 新治伸治   | 右越ソロ          | 4人目                              |
| 300  | 1967年8月31日  | サンケイアトムズ22回戦   | 後楽園球場     | 3回裏 | 村田元一   | 右越3ラン         | 3人目                              |
| 350  | 1968年9月21日  | 中日ドラゴンズ21回戦     | 中日スタヂアム | 6回表 | 小川健太郎 | 右越2ラン         | 3人目                              |
| 400  | 1969年10月18日 | 中日ドラゴンズ25回戦     | 中日スタヂアム | 1回表 | 外山博     | 右越先制3ラン     | 2人目                              |
| 450  | 1971年4月18日  | 広島東洋カープ4回戦      | 広島市民球場   | 3回表 | 安仁屋宗八 | 右中間へソロ      | 2人目                              |
| 500  | 1972年6月6日   | 広島東洋カープ5回戦      | 広島市民球場   | 3回表 | 西川克弘   | 右越2ラン         | 2人目                              |
| 550  | 1973年6月21日  | 中日ドラゴンズ11回戦     | 中日スタヂアム | 4回表 | 伊藤久敏   | 右越ソロ          | 2人目                              |
| 600  | 1974年5月30日  | 阪神タイガース11回戦     | 阪神甲子園球場 | 3回表 | 谷村智啓   | 右越3ラン         | NPB初                              |
| 650  | 1975年7月11日  | 阪神タイガース9回戦      | 後楽園球場     | 8回裏 | 山本重政   | 右越2ラン         | NPB初                              |
| 700  | 1976年7月23日  | 大洋ホエールズ16回戦     | 川崎球場       | 8回表 | 鵜沢達雄   | 右中間へ2ラン     | NPB初                              |
| 714  | 1976年10月10日 | 阪神タイガース22回戦     | 後楽園球場     | 7回裏 | 古沢憲司   | 右越ソロ          | 世界2位タイ                        |
| 715  | 1976年10月11日 | 阪神タイガース23回戦     | 後楽園球場     | 8回裏 | 山本和行   | 右越2ラン         | 世界2位単独                        |
| 750  | 1977年8月23日  | 広島東洋カープ19回戦     | 広島市民球場   | 3回表 | 池谷公二郎 | 右越ソロ          | NPB初                              |
| 755  | 1977年8月31日  | 大洋ホエールズ22回戦     | 後楽園球場     | 1回裏 | 三浦道男   | 右越先制2ラン     | 世界タイ                           |
| 756  | 1977年9月3日   | ヤクルトスワローズ23回戦 | 後楽園球場     | 3回裏 | 鈴木康二朗 | 右越ソロ          | 世界新                             |
| 800  | 1978年8月30日  | 横浜大洋ホエールズ23回戦 | 後楽園球場     | 6回裏 | 大川浩     | 右越ソロ          | NPB初                              |
| 850  | 1980年6月12日  | 広島東洋カープ9回戦      | 後楽園球場     | 1回裏 | 金田留広   | 右越ソロ          | NPB初                              |
| 868  | 1980年10月12日 | ヤクルトスワローズ26回戦 | 後楽園球場     | 6回裏 | 神部年男   | 右越ソロ          | 現役最終                           |

### レギュラーシーズン
- 三冠王：2回（1973年 - 1974年） ※史上3人目、セ・リーグ初。2年連続は最長タイ、34歳シーズンでの達成はNPB史上最年長
- 通算出場試合：2831（歴代3位、セ・リーグ歴代2位、同一球団での通算出場試合数としては歴代1位） ※2013年に谷繁元信に更新されるまでセ・リーグ記録だった
- 通算打席：11866（歴代2位、セ・リーグ記録）
- サイクル安打：1963年4月25日、対阪神タイガース6回戦（後楽園球場） ※史上22人目
- 5504試合連続退場なし（1959年 - 1988年、1995年 - 2008年） ※NPB記録
- シーズン打率3割30本塁打100打点：7年連続含む12回（1963年 - 1969年、1973年 - 1974年、1976年 - 1978年）※NPB記録

### 本塁打
- 通算本塁打：868（世界記録）
- 通算満塁本塁打：15（セ・リーグ記録、左打者記録、歴代2位） ※2015年に埼玉西武ライオンズの中村剛也に抜かれるまでNPB記録だった
- 通算サヨナラ本塁打：8（セ・リーグタイ記録）
- 通算400本塁打到達スピード1位：1422試合
- 通算450本塁打到達スピード1位：1559試合
- 通算500本塁打到達スピード1位：1723試合
- 通算550本塁打到達スピード1位：1864試合
- 通算600本塁打到達スピード1位：1983試合
- 通算650本塁打到達スピード1位：2134試合
- シーズン50本塁打以上：3回（1964年、1973年、1977年）NPB記録、1964年の初達成時は史上3人目
- シーズン40本塁打以上：8年連続含む13回（1963年 - 1970年、1972年 - 1974年、1976年 - 1977年）※NPB記録
- シーズン30本塁打以上：19年連続19回（1962年 - 1980年）※日本記録、20本塁打以上でもNPB記録
- シーズン10本塁打以上：21年連続21回（1960年 - 1980年）※NPBタイ記録
- 64試合でシーズン30本塁打到達：1976年
- 97試合でシーズン40本塁打到達：1966年、1967年 ※史上最速[171]
- 7試合連続本塁打：1972年9月11日 - 9月20日 ※史上初、NPBタイ記録[172]
- 4打席連続本塁打：1964年5月3日 ※史上2人目、歴代2位タイ[171]
- 4打数連続本塁打：同上 ※史上2人目、歴代2位タイ[171]
- 1試合4本塁打：同上 ※NPBタイ記録
- 1試合3本塁打以上：5回 ※セ・リーグ記録
- 1試合2本塁打以上：95回 ※NPB記録
- 年齢別シーズン最多本塁打数（22、23、24、26、27、34、36、37、38歳）

公式戦では通算868本の本塁打を記録しているが、そのほか、日本シリーズ戦で29本、オールスター戦で13本、東西対抗戦で1本、日米野球戦で23本、オープン戦で98本と、生涯通算では1000本を超える本塁打（1032本）を放っている。
なお、雨天で試合途中にノーゲームで無効となった本塁打等、いわゆる「幻の本塁打」は1本もない。1964年9月23日の対大洋戦（後楽園球場）で放った最後の55号本塁打は強い雨の中で打ったものだったが、東京オリンピックのために日程消化を急いでいた事情も手伝ってなんとか5回まで強行し試合成立させた結果、55号は幻になることを免れた。なお、1966年の日米野球・対ドジャース戦では走者を追い越し、本塁打が取り消しとなっている。
本拠地であった後楽園球場で413本の本塁打を放っている。この本数は球場別通算本塁打数の中で歴代1位であり、未だに破られていない。
打った本塁打は全て柵超え本塁打であり、ランニング本塁打は1本も打ったことがない。

### 打率
- 通算安打：2786（セ・リーグ記録）
- 通算最多出塁率：.446
- 通算最多出塁数：5290個
- シーズン最多出塁数：294個（1974年）
- シーズン最高出塁率：.532（1974年）
- シーズン打率3割以上：13回（1963年 - 1970年、1973年 - 1974年、1976年 - 1978年、張本勲の16回に次ぐ史上2位、セ・リーグ記録）
- 8年連続シーズン打率3割（張本勲の9年連続に次ぐ史上2位、セ・リーグ記録）
- シーズン100安打以上：21年連続21回（1960年 - 1980年、NPB記録）
- 打率ベストテン入り：16年連続含む17回（1960年、1962年 - 1977年、NPB記録）
- 全イニング出場首位打者（1969年、史上初、他にイチロー（1995年）、松井秀喜（2001年）、西岡剛（2010年）、長谷川勇也（2013年）、秋山翔吾（2017年）が達成）[174]
- 同一球場で1000安打（後楽園球場）

アベレージヒッターとしての評価も高く、打率3割以上を13回達成したのはNPB歴代2位の記録であり首位打者5回獲得はセ・リーグ2位の記録でもある。プロ通算打率は.301。実働20年を越えて3割を記録したのは他に張本しかいない大記録である。本人はこの維持を気にかけていたらしく、引退会見では「王貞治のバッティングができなくなった」としか述べなかったが、後に「頭になかったといえば嘘になる」とそれが引退の一因であることを明かしている。
また、ホームランの功績は言うまでもないが、打撃によっては4割も可能という定評は現役時代からあった。特に落合博満は「王シフトを逆手に取り、流し打ちをたくさんすれば、それこそ四割も可能だっただろう」と考えている。
また、四球数も非常に多かったことから出塁率も非常に高く、通算出塁率.446及び1974年に記録したシーズン出塁率.532は現在も破られていない。2リーグ制以降でこの記録に最も近づいた記録は落合博満が1986年に記録した.487であり、実に.045の大差をもつけている。また、2リーグ制以降のシーズン出塁率では1位 - 5位までを王が独占しており、ベスト10でも7個ランクインしている。

### 長打力・得点能力
- 通算得点：1967（NPB記録）
- 通算打点：2170（NPB記録）
- 通算塁打：5862（NPB記録）
- 通算犠飛：100（セ・リーグ記録、左打者記録）
- 通算長打率：.634（4000打数以上で歴代1位）
- 通算RCWIN：142.22（NPB記録）
- シーズン最高OPS：1.293（1974年）
- シーズン最高RC27：14.9825（1974年）
- シーズン最高RCWIN：10.68（1973年）
- シーズン最高XRWIN：9.70（1973年）
- シーズン100得点以上：10回（1963年 - 1966年、1968年 - 1969年、1972年 - 1974年、1977年）※NPB記録
- シーズン100打点以上：7年連続含む14回（1963年 - 1969年、1971年 - 1974年、1976年 - 1978年）
  - 14回はNPB記録。7年連続は、2010年にアレックス・ラミレスに抜かれるまでの31年間、NPB記録だった。
- リーグ最多得点：13年連続15回（連続記録、獲得回数ともにNPB記録）
- リーグ最多長打：13年連続13回（1962 - 1974年。連続記録、獲得回数ともにNPB記録）
- リーグ最多塁打：7年連続12回（連続記録、獲得回数ともにNPB記録。3年以上連続を2回は史上唯一）
- 最高長打率：11年連続14回（連続記録、獲得回数ともにNPB記録。2年以上連続を2回は史上唯一）

メジャーリーグで広く普及している総合打撃指標であるOPS（出塁率+長打率）では1.080 (.446 + .634) という数字を残している。OPSが10割を超える選手は数少ない。NPBで2000打数以上の選手でOPSが10割を超える打者は王、ランディ・バース (1.078)、ロベルト・ペタジーニ (1.051) の3人のみである。4000打数以上の選手の中では王のみである（2位は松井秀喜の0.996）。またシーズン記録でもNPB史上で10度しか達成されていないOPS12割も一人で5度記録している。
OPS、XR、RCなどさまざまな得点算出能力で1位である。傑出度を示すRCWINのシーズン記録でも1位から9位までを王が独占している（10位は1986年のバース）。打撃各部門でのシーズンのリーグ1位獲得回数も突出している（合計213個、年度別打撃成績参照。213という数字には、下表にはない最多長打数と最多出塁数が含まれている）。

### 四死球
- 通算四球：2390（NPB記録）
- 通算故意四球：427（NPB記録）
- シーズン故意四球：45（1974年、NPB記録）
- 通算死球：114（歴代15位タイ、左打者では稲葉篤紀に抜かれるまで歴代1位だった。現在は阿部慎之助、稲葉、青木宣親、松中信彦についで歴代5位）
- シーズン最多四球：158個（1974年、NPB記録）
- シーズン最多四死球：166個（1974年、NPB記録）
- 連続試合四球：18（1970年、NPB記録タイ）
- シーズン100四球以上：16年連続16回（1964 - 1978年、NPB記録）
- リーグ最多四球：18年連続18回（1962 - 1979年、NPB記録）

通算四球は2390個は2位の落合博満の1475個に1000個近くの差をつけて堂々の1位。王の引退当時は本塁打数とともに四球数もメジャーリーグの記録（ベーブ・ルース、2062）を上回っていた（後にバリー・ボンズが更新）。
シーズン四球数は歴代1位から4位（130個、2018年の丸佳浩とタイ）まで独占、歴代6位の金本知憲（2001年、128個）を挟んで再び単独7位から12位タイ（121個、2度、2007年のタイロン・ウッズとタイ）まで王の名前が並ぶ。これらを含め、シーズン四球数歴代10傑のうち8、20傑のうち延べ13を王が独占している。また、連続7打席四球を2度（1971年、1973年）記録している（連続打席四球歴代5位）。なお、シーズン四球記録を達成した1974年は現在より13試合少ない130試合制での記録あり、現行の143試合制に換算すると174個となる。
さらに、通算敬遠427個も2位の張本（228個）に200個近い差をつけての歴代1位。この中にはランナー無しでの敬遠が13回含まれる。イニング別では1回が一番多い。シーズン敬遠数も歴代1位から3位までを独占している。なお、満塁で敬遠されたことはない。
四死球が非常に多かったため、通算打席数11866はセ・リーグ記録だが、通算打数9260は衣笠祥雄（通算9404打数）に次いでセ・リーグ2位となっている。

### 守備
- シーズン守備機会：1607（1963年、一塁手としてのセ・リーグ記録）
- シーズン刺殺：1521（1963年、一塁手としてのセ・リーグ記録）
- シーズン守備機会連続無失策：991（1980年4月25日 - 10月10日、一塁手としてのセ・リーグ記録）

王本人は「バッティングに比べたら守備は気を抜いていた」と語っているが、実際にはプロ入り2年目でアメリカ製のファーストミットを取り入れるなど守備にも力を入れており、打撃とともにその守備力も高く評価されていた。特にショートバウンドの処理、バント処理が抜群で、1972年から制定されたダイヤモンドグラブ賞に、1980年に現役引退するまで毎年選出されている。一塁手としての9年連続受賞は現在も歴代1位。一塁手としての9回の受賞も1999年に駒田徳広に抜かれるまで1位だった。現在は駒田に次いで歴代2位（2022年度シーズン終了時点）。
一塁手として、1963年にシーズン守備機会数とシーズン刺殺数のセ・リーグ記録をそれぞれ更新しており（1607守備機会、1521刺殺）、現役最後の1980年にも守備機会連続無失策のセ・リーグ記録を更新（991守備機会連続無失策）している。ただし、現役生活が長く守備機会が多かったこともあり、一塁手としての通算失策数165も歴代1位である。一塁手として通算2799試合・27743守備機会・25893刺殺・1685補殺・2317併殺を残しており、通算守備記録においても他の一塁手を圧倒している（すべて一塁手プロ野球歴代1位）。
長年王とともに内野を守った長嶋茂雄は、「一塁手ではワンちゃんが抜群に上手かったですよ。我々内野手はどんな送球でも安心して放れましたから」と振り返っている。特にバント処理に関しては他球団からも警戒されており、監督としても王のいる巨人と対戦した吉田義男（阪神）も、「ワンちゃんにあれだけ迫られたらバントが成功する気が全然しない」と語っている。
篠塚和典は、現役時代王と守備練習を共にした際「俺は下はどんなボール（送球）でも捕れる。（中略）だからゲッツーでもベース板をめがけて投げてこい」とアドバイスを受けたと証言しており、江川卓はそのエピソードを受けて「それくらい王さんって、守備うまかったですよね」と語っている。
王自身は「ファーストは簡単にできるみたいに言われるけど、そんなことはない」と難しさについて述べることもある。
ハンク・アーロンの本塁打記録に並んだ1977年8月31日の対大洋ホエールズ戦と、アーロンの記録を塗り替えた9月3日の対ヤクルト戦では、「外野のファンにお礼がしたいから」と言って、途中から右翼手として出場している。公式戦で王が外野手として出場したのはこの2試合だけである。

### 日本シリーズ
- 通算出場回数：14（歴代1位）
- 通算出場試合：77（歴代1位）
- 通算得点：58（歴代1位）
- 通算本塁打：29（歴代1位）
- 通算犠飛：5（歴代1位）
- 通算四球：83（歴代1位）
- 通算安打：68（歴代4位）
- 通算二塁打：6（歴代18位タイ）
- 通算塁打：161（歴代2位）
- 通算打点：63（歴代2位）
- シリーズ本塁打：4（1963年、歴代1位タイ）
- シリーズ四球：9（1967年、1976年の2度、歴代1位）

### オールスターゲーム
- 出場：20回（1960年、1961年、1962年、1963年、1964年、1966年、1967年、1968年、1969年、1970年、1971年、1972年、1973年、1974年、1975年、1976年、1977年、1978年、1979年、1980年）
- 出場試合：58（歴代1位）
- 通算打数：188（歴代1位）
- 通算犠飛：3（歴代1位）
- 通算四球：33（歴代1位）
- 通算得点：25（歴代3位）
- 通算安打：40（歴代6位）
- 通算二塁打：8（歴代6位タイ）
- 通算本塁打：13（歴代2位タイ）
- 通算塁打：87（歴代3位）
- 通算打点：31（歴代2位）

2年目の1960年から現役最終シーズンの1980年まで21年連続でオールスターゲームにファン投票選出された（1965年のみ怪我のため出場辞退）。ファン投票選出回数（21回）、連続選出回数（21回）ともに野村克也と並ぶタイ記録である（選手としての最多選出回数は野村の22回）。

### 背番号
- 1（1959年 - 1988年） - ジャイアンツの永久欠番（1989年3月16日認定）になっている。入団から監督を退くまで30年間使用されたが、同一人物による途切れ無しでの30年間使用は、1984年シーズンから引退する2015年まで中日で背番号34を着用した山本昌（32年間）に次ぐ記録である。
- 89（1995年 - 2008年） - 「野球」「破竹の勢い」にかけた。ダイエー・ソフトバンクでの監督時代の背番号である当番号は、ホークスの永久欠番にするかどうかが検討されている。
  - ダイエーの監督として連覇を果たした2000年のシーズンオフに、巨人のOB戦（テレビ放映）があり、新調された背番号1のユニフォームを着て参加している。

## 関連情報

### 著書
- 『もっと遠くへ 私の履歴書―』日本経済新聞出版社 2015年6月 日本経済新聞 朝刊最終面（文化欄）の連載囲み記事「私の履歴書」2015年1月に連載されたものを集約、加筆。
- 『王貞治 回想』 人間の記録。日本図書センター、2000年。初版勁文社
- 『夢を追え 野球にかけた人生』 日本放送出版協会、1993年
- 『豪快野球で王道を往く さらば巨人軍』 実業之日本社、1995年
- 『野球にときめいて 王貞治、半生を語る』 中央公論新社、2011年3月 ISBN 4120042170。読売新聞連載の「時代の証言者」に大幅加筆。

### 出演

#### 映画
- 『喜劇 駅前飯店』（1962年、東宝）
- 『ミスター・ジャイアンツ 勝利の旗』（1964年、東宝）
- 『喜劇 駅前天神』（1964年、東宝）
- 『アンコ椿は恋の花』（1965年、松竹）
- 『BIG-1物語 王貞治』（1977年、東映）

#### テレビ
- 『新春大吉[180]』（日本テレビ系列新春スペシャルテレビドラマ、1977年1月1日放送）
- 『サンデーモーニング』（TBS、2010年1月9日） - ゲストコメンテーター
- NHKプロ野球
  - 1990年、王が野球解説者を務めていたNHKがW杯イタリア大会の決勝戦を中継した際にはゲストとして出演した[181]。1993年5月15日のJリーグの開幕戦（ヴェルディ川崎 - 横浜マリノス戦）には試合会場の国立競技場に来賓として招かれ、その発足を肯定的に評価するコメントを残した[182]。
- 情熱大陸（毎日放送制作・TBS系列、2006年3月12日）
- プロ魂〜王監督のメッセージ〜（NHK総合、2008年11月29日）
- ONの時代（NHK総合、2009年9月20日、9月27日）
- 王貞治 走り続ける人生（2011年12月11日、TBS、RKB創立60周年記念番組）
- 名球会チャリティゴルフ（TBS）2009年まで
- 名球会チャリティゴルフ（テレビ東京）2010年から[183]
- この人・王貞治ショー（NHK総合）
- 名球会VSビートたけし&芸能界ドリームチーム（テレビ朝日系列・正月特番）

#### CM
- 明治パイゲンC 明治乳業（現：明治）懸賞広告
- ナボナ（亀屋万年堂・出演終了。1970年代）
  - 当時の社長の娘と結婚したチームメイトの国松彰との縁で出演。「ナボナはお菓子のホームラン王です」のフレーズが有名。その後、「森の詩」をはじめ、亀屋万年堂の他製品にも範囲を広げた。現在テレビCMはなくなったが、関東方面のJR線や東急線での車内広告は今も続いており、その際に顔が見られる。
  - 2015年、上記のCMが縁となり「ナボナ名誉大使」に任命される[184]。
- リポビタンD（大正製薬・出演終了。1960年代）[185]
  - 1963年からエンディ宮本（元巨人軍選手）の後を引き継いで1972年まで出演。2005年に1962年初売された復刻版限定ボトルのCMに登場。このCMでは初売された当時の映像と「ファイトで行こう!! リポビタンD」のフレーズが再現されている。1964年5月3日の対阪神戦・4打席4打数連続本塁打を達成した時の日テレのテレビ中継の協賛社が大正製薬1社のみで、中継で再三「リポビタンD」の看板が映し出された。
  - 王がこのCMを降板したのは厚生省（現：厚生労働省）が薬物乱用防止を理由に医薬品のCMにスポーツ選手・アクション系の俳優を起用することを厳禁したためだが、大正製薬は命令を無視して起用し続けたためついに警告を受け、降板せざるを得なくなった。
- ペプシコーラ（日本ペプシコーラ〈現：サントリーフーズ〉・出演終了。1970年代）
  - 「50円で1.5倍、ペプシ300」のキャッチコピー、ファンブック「王の本」プレゼントや756号ホームランキャンペーンなどが好評を博しペプシの知名度・売り上げアップに貢献。
- キドカラー（日立製作所・出演終了。1970年代）
- カメラのドイ（ドイ・出演終了。1970年代）
- 缶みかん広報センター（1978年）
- 日産自動車（出演終了。1983年）
  - 1983年に日産自動車が創業50周年を記念して数々の特別仕様車などが発売され、王がCMキャラクターとして出演していた。
- 障害者キャンペーン・目隠し編（公共広告機構〈現：ACジャパン〉・出演終了。1981年）
- ヴィクトリアスポーツ（ヴィクトリア・出演終了）中にエレクトーンを弾きながら鼻歌を口ずさむというお宝的なCMもある。なおテレビCMと同時に打たれた新聞広告でも登場したが、東海地方では「中日ファンの皆様も、巨人ファンの皆様も」というコピーが使われたこともあった（テレビCMは東海地方向けが特に存在したわけではない）。
- カロリーメイト（大塚製薬・出演終了）
- ボンカレーゴールド（大塚食品・出演終了）
- 資生堂（アウスレーゼ・名球会協賛CMとして金田正一、長嶋茂雄とともに出演。1984年）
- 昭和西川（ムアツふとん。1985年）
- 西川産業（東京西川・出演中）
- J.O.（アサヒ飲料・出演終了。1989 - 1990年）ハンク・アーロンとの日米ホームラン王による共演。
- WBC日本代表応援CM（アサヒビール・出演終了。2006年）
- ノームラテックス（1970年代・出演終了）
- 九州電力
- 総務省・デジタル放送推進協会“地デジ化応援隊”隊員（2010年6月から2011年7月24日まで）
- マツダ台湾法人「MAZDA台日高中棒球交流計畫〈挑戰篇〉」（2015年）王の高校時代から一本足打法誕生までを描いたミニドラマで、王はインタビューに出演。なお作内では読売ジャイアンツからマークの使用許諾が下りなかったようで帽子のYGマークや「GIANTS」の文字が使えず、ユニホームは本来ビジター用の「TOKYO」がホーム用に使われた。
- ビズリーチ「BEYOND OH! PROJECT」（球心会設立準備委員会）（2025年2月）[186] ※吉谷彩子と共演

また、直接の出演ではないが、日清食品のカップヌードルのCMに、自身の756号本塁打の映像が使われたことがあり、CM中では乱入した永瀬正敏と「共演」している。

### 音楽
- 「白いボール」（1965年5月発売。本間千代子とデュエット）
  - 1959年に朝日放送ラジオの制作で「ABC子どもの歌」の一曲として録音され、1964年シーズン55本塁打を記念してレコード化された[187]。オリジナル盤のB面は第三日野小学校児童による「ぼくらのホームラン王」。1977年に「ホームラン世界新記録達成記念盤」として再発されている。このときのB面は藤川純一による読売巨人軍球団歌「闘魂こめて」。また、オムニバスCD『珍品堂 いっ!あの人がこんな歌を』にも収録。
- 「六つの星」（1976年5月1日発売。メインボーカルは細川たかし）
  - 田淵幸一、山本浩二、星野仙一、平松政次、松岡弘と共にバックコーラスを担当。

## 関連作品

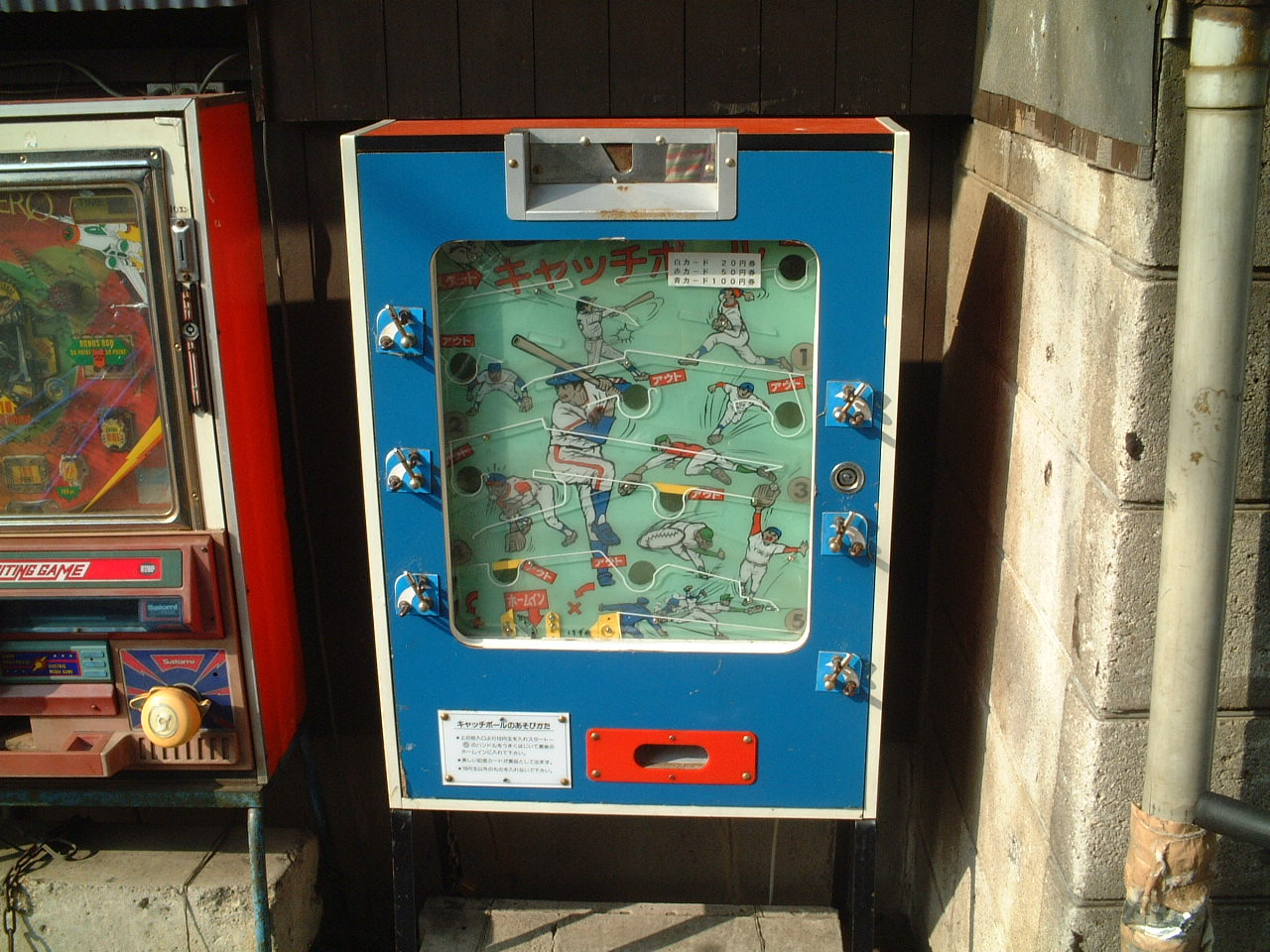
亜流新幹線ゲームの『キャッチボール』。東京都練馬区設置の台。

### TVドラマ
- 君は海を見たか 第5回（1970年、NTV） - 長嶋茂雄、高橋一三とともに特別出演[188]。
- アストロ球団 - 王貞治役：義田貴士

### 映画
- 巨人軍物語 進め!!栄光へ（1977年、東宝） - 王貞治役：二戸義則
- 感恩歲月（原題） - 台湾映画。王貞治役：馬景濤

### 音楽
- サウスポー（1978年3月25日発売、ピンク・レディー）
  - 歌詞の冒頭に出てくる対戦相手は王をイメージしており、全編としてその対戦を（投手側から）歌った内容になっている。
- ピンポンパン体操（1971年12月発売、金森勢&杉並児童合唱団）
  - 「でんぐり返って王選手」というフレーズがある。

以上の2曲はともに作詞は阿久悠である。阿久によると、「サウスポー」については後に王本人から「僕の歌ありがとう」と言われたとのこと。
- 燃えるホームラン王（1977年10月発売、灰田勝彦）
  - 作詞: 南葉二 作曲: 灰田勝彦。曲の冒頭に王の台詞が入る。
- BIG1/王 貞治（1977年発売、坂上忍、シンガーズ・スリー、A・Kキンダーコール）
  - 作詞: 原信一 作曲: あかのたちお
- ホームラン王（キング）（1977年発売、田中星児、ビクター少年合唱隊、二宮・大磯リトル・リーグ）
  - 作詞: 吉川静夫 作曲: 渡久地政信。B面は同じく王に捧げる曲「ホームラン・マーチ」（インストゥルメンタル。作曲・指揮: 藤田玄播、演奏: ビクター・ブラス・オーケストラ）
- 君 球界の王として（1980年12月21日発売、永遠に王貞治を応援する会有志）
  - 作詞: さだまさし 作曲: 山本直純
- ときめきよ永遠に〜ずっと忘れない〜（2009年4月1日発売、ビーグルクルー）
  - 作詞: YASS 作曲: YASS
  - 「HAWKS2008〜ありがとう、王監督。14年間のホークス物語〜」メインテーマソング。王貞治に感謝の意を込めて捧げた曲になっている。
  - 日本テレビ、「誰も知らない泣ける歌」にて、王貞治の勇姿を讃えた曲としてオンエアーされた曲。

### 漫画
- 1・2のアッホ!! - 読捨拒人軍の陽打治。王貞治がモデルとなっている。
- 巨人の星 - あまりエピソードとしては語られないが、星飛雄馬に野球の神髄を教えたのは、父一徹ではなく、早実校時代の王選手だった。
- 侍ジャイアンツ - アニメ版では、第43話「決戦・日本一をめざせ!」で登場。サブタイトル画面では長嶋茂雄・黒江透修と共に実写映像で毎回登場している。
- 男どアホウ甲子園 - 藤村甲子園と対決している。
- リトル巨人くん - 選手・監督とも両方に出ている。
- ドカベン - 単行本第8巻で登場。
- 野球狂の詩 - 選手時代の頃に時折、登場。
- 大甲子園 - 岩田鉄五郎の対決する回想シーンで登場。
- ミラクルジャイアンツ童夢くん - 連載当時巨人監督
- あぶさん - 福岡ダイエー・ソフトバンク監督
- ドカベン プロ野球編 - 福岡ダイエー・ソフトバンク監督
- ドカベン スーパースターズ編 - ソフトバンク監督
- かっとばせ!キヨハラくん - カイアンツ監督のオー。王貞治がモデルとなっている。
- ゴーゴー!ゴジラッ!!マツイくん - 福岡タイエー監督のオー。王貞治がモデルとなっている。
- モリモリッ!ばんちょー!!キヨハラくん - 福岡タイエー・ゾフトハンク監督のオー。王貞治がモデルとなっている。
- ストッパー毒島 - 福岡ダイエーホークス監督

### アニメ
- 巨人の星 声 - 田中信夫、石森達幸
- 侍ジャイアンツ 声 - 石森達幸
- 新巨人の星 声 - 徳丸完
- 野球狂の詩 声 - 加藤正之 水原勇気とのドリームボールでの対決シーンがあった。

### ゲーム
- キャッチボール（1998年、駄菓子屋ゲーム博物館） - 亜流の新幹線ゲーム。台の中央に王が描かれている。
- ホームラン756（1977年、東宝商事） - 王の756号本塁打を記念して開発されたアーケードゲーム[189]。